# JR九州885系電車
885系電車（885けいでんしゃ）は、九州旅客鉄道（JR九州）の交流特急形電車。
2000年（平成12年）3月11日に営業運転を開始した。

## 概要
783系と485系を使用していた特急「かもめ」の速度向上を目的とした振り子式車両である。デザインは水戸岡鋭治主宰のドーンデザイン研究所が担当した。
2001年（平成13年）に「ソニック」増発用の2次車が製造された。2003年（平成15年）に2次車の6両化用として4両が、2004年（平成16年）に事故廃車（後述）された補充として3両が製造された。
全車が日立製作所で製造された。車両価格は6両編成で10億8000万円。
最高速度は883系と同じ130km/hで、80km/hまでの加速性能も883系と同じだが、それ以上の速度領域では加速力を向上させることで高速性能の改善を図っている。本形式は883系と異なりアルミ車体が採用されたが、振り子式車両への導入は381系以来であり、JRグループの新型車両では当形式が登場するまで唯一の存在であった。
2001年に鉄道友の会第44回ブルーリボン賞、ブルネル賞、財団法人産業デザイン振興会グッドデザイン賞を受賞した。

## 車両概説

### 車体

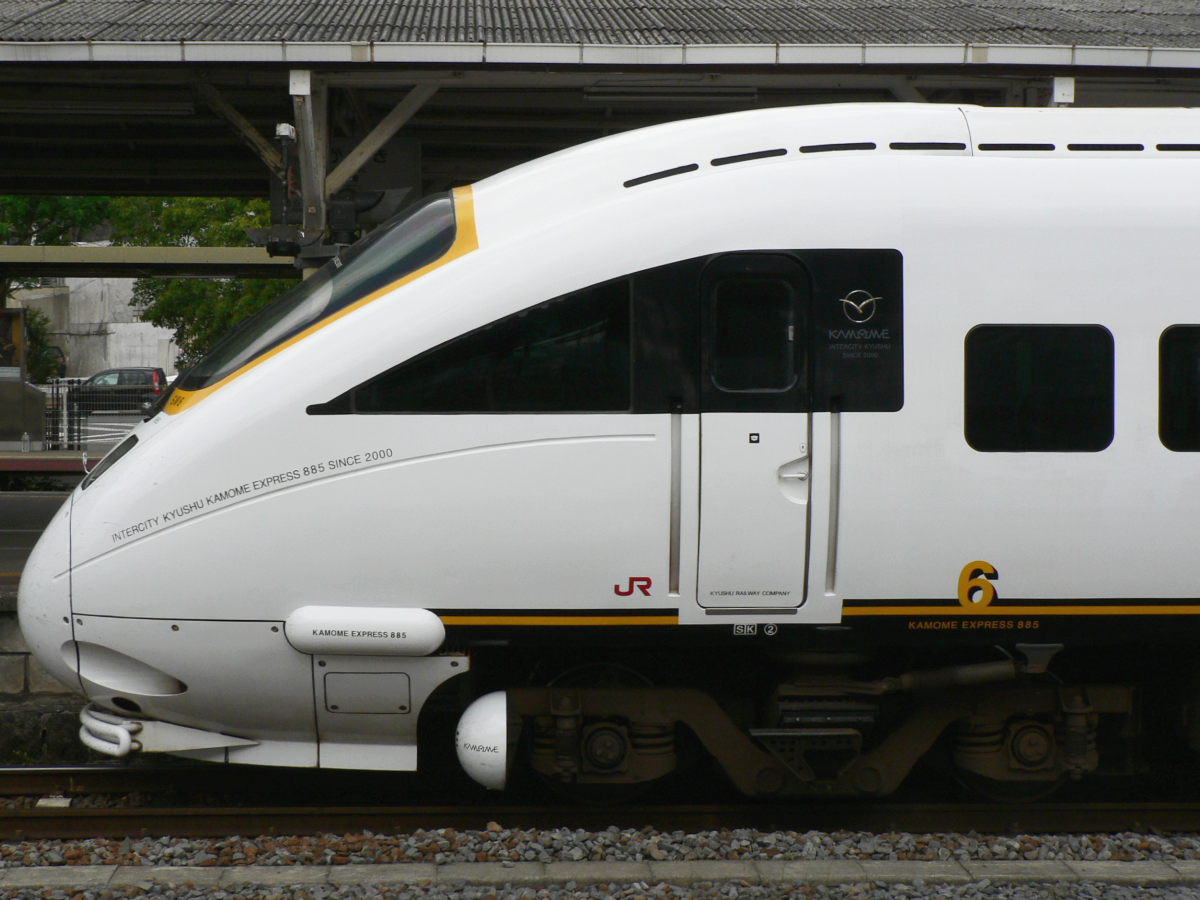
クモハ885の先頭部

車体は日立製作所のモジュール構体システム「A-train」を採用し、摩擦撹拌方式 (FSW) により製造されたダブルスキン構造のアルミニウム合金製である。ダブルスキン構造の内部に制振材を挿入し、床面上部にも貼り付けることで騒音防止を図っている。前頭部は新幹線や、ドイツの高速列車ICE3を彷彿させるような、非貫通構造で丸みの帯びた流線型とし、併結用の密着連結器はカバーで車体と一体になるようにデザインされている。前照灯のデザインは、スポーツカー「アウディ・TT」のものを基にしている。前照灯はロービームの際は2箇所のシールドビームしか点灯しないが、ハイビームでは787系と同様に運転室窓上のシールドビームも点灯する。尾灯は前照灯の下部に横方向に配置されている。
側面窓は883系に比べやや小さくなるとともに、窓ガラスはUVカットガラスに変更された。また乗降扉の横幅も883系に比べ100mm縮められ、900mmとされた。ただし、床面高さを低くしたことにより、ホームとの段差が小さくなったため出入台にステップは設置されていない。
行先表示器はLED式で、一定速度以上で走行中は表示が消え、停車中に消すことも可能である。上部約2/3では、列車名と行先が表示される。上部より英語列車名、日本語種別・列車名、日本語行先、英語行先となっている。下部約1/3は、号車番号、座席種別（グリーン／指定／自由、禁煙／喫煙）およびその英語表記が表示される。これらは別個に設定可能である。
- 大分駅で「にちりん」と接続する「ソニック」では、英語名の表記が省略されるとともに、列車名と行先がそれぞれ「ソニック（&にちりん）」「大分（宮崎空港又は南宮崎）」となっている。また、その下に「大分駅で「にちりん号」と接続」の表記が加わる。

塗装はそれまでのJR九州の車両に多かった原色を用いたデザインから一変し、白一色で車体下部と前面運転台窓周りに帯を入れたデザインとなっている。この帯の色は「かもめ」に充当される1次車が黄色、「ソニック」に充当される2次車が青色と区別され、ロゴもそれぞれ異なっていた。ただし予備車が少ないことから運用上の自由度を高めるため、車体側面エンブレムは後に撤去され、帯の色も2012年上期までに青色への統一が完了した。
このデザインを採用するにあたり、ICE3のデザイナーであるアレクサンダー・ノイマイスターと親交がある水戸岡は、ノイマイスター本人から快諾を得たという。

### 内装

#### 車内
座席は全席リクライニングシートで、普通席・グリーン席ともに本皮革張りとしている。これにより構造上、座席背面にテーブルを設置することができないため、側面窓の窓かまちを設けることで小物を置くスペースの確保を図っている。また、ヘッドレスト背面にはチケットホルダーが設置されている。座席の本革は、商品価値を損なわない程度の微細な傷などが入ったもの（いわゆるアウトレット品）を用いている。そのため、製造コストは通常の座席と大差はない。なお、運転席はレカロ社に特注したセミバケットシートを採用している。
しかし汚れ付着防止のため、各編成の座席が順次皮革からモケットに変更されることとなっており、2012年にSM2編成で実施された。
グリーン席の座席はすべて1人掛け座席となっているが、中央のC列の座席を片側に寄せてD列席と隣接させることで1+2列配列並みの配置としている（席番配置はA+CD）。また座席背面のフットレストが省略された。A列の壁面とC・D列の中間部に折りたたみ式の木製テーブルを設置している。定員は12名で、883系より1列分少なくなっている。
普通席は一般的な2+2列配置の座席で、座席の前後間隔は883系に比べて20mm短い980mmとなった。普通席では中ひじ掛けに収納式の木製テーブルを設置している（画像でも解るが手前には2つ設置されている。これは、座席を回転させた際にテーブルの位置がずれてしまう為の対策である）。

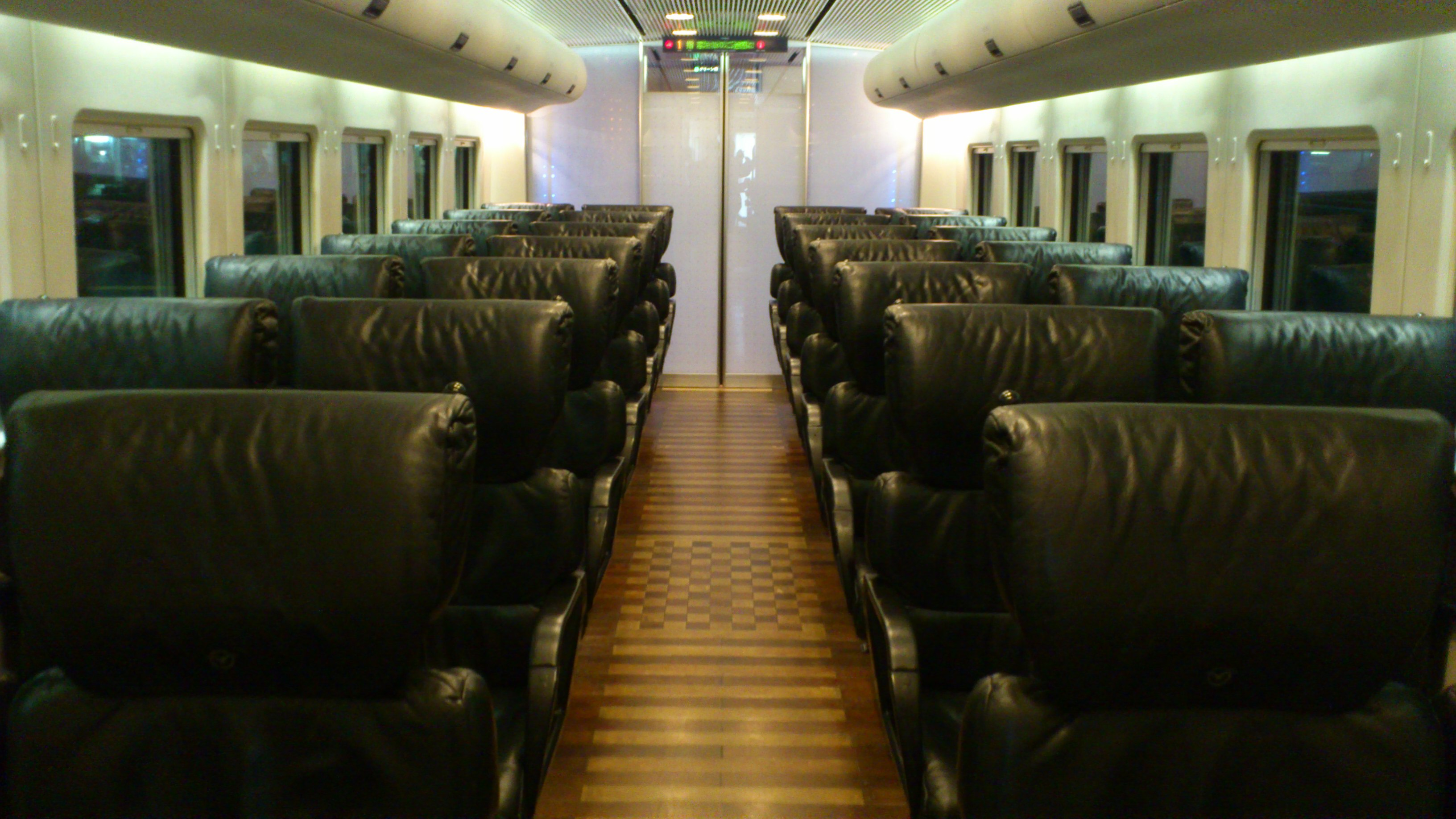
指定席車の車内（※画像は1号車後室）
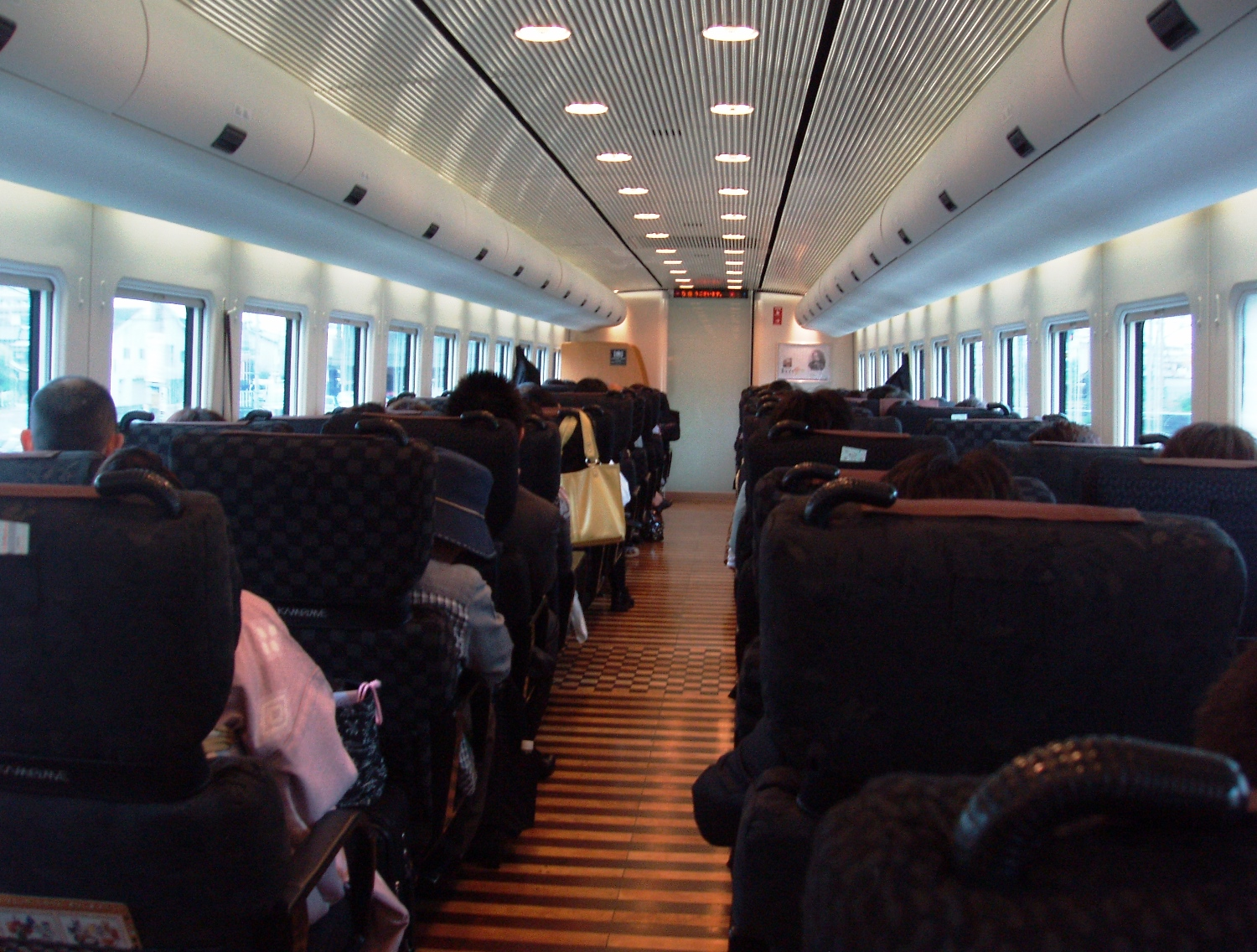
モケットに交換された車内
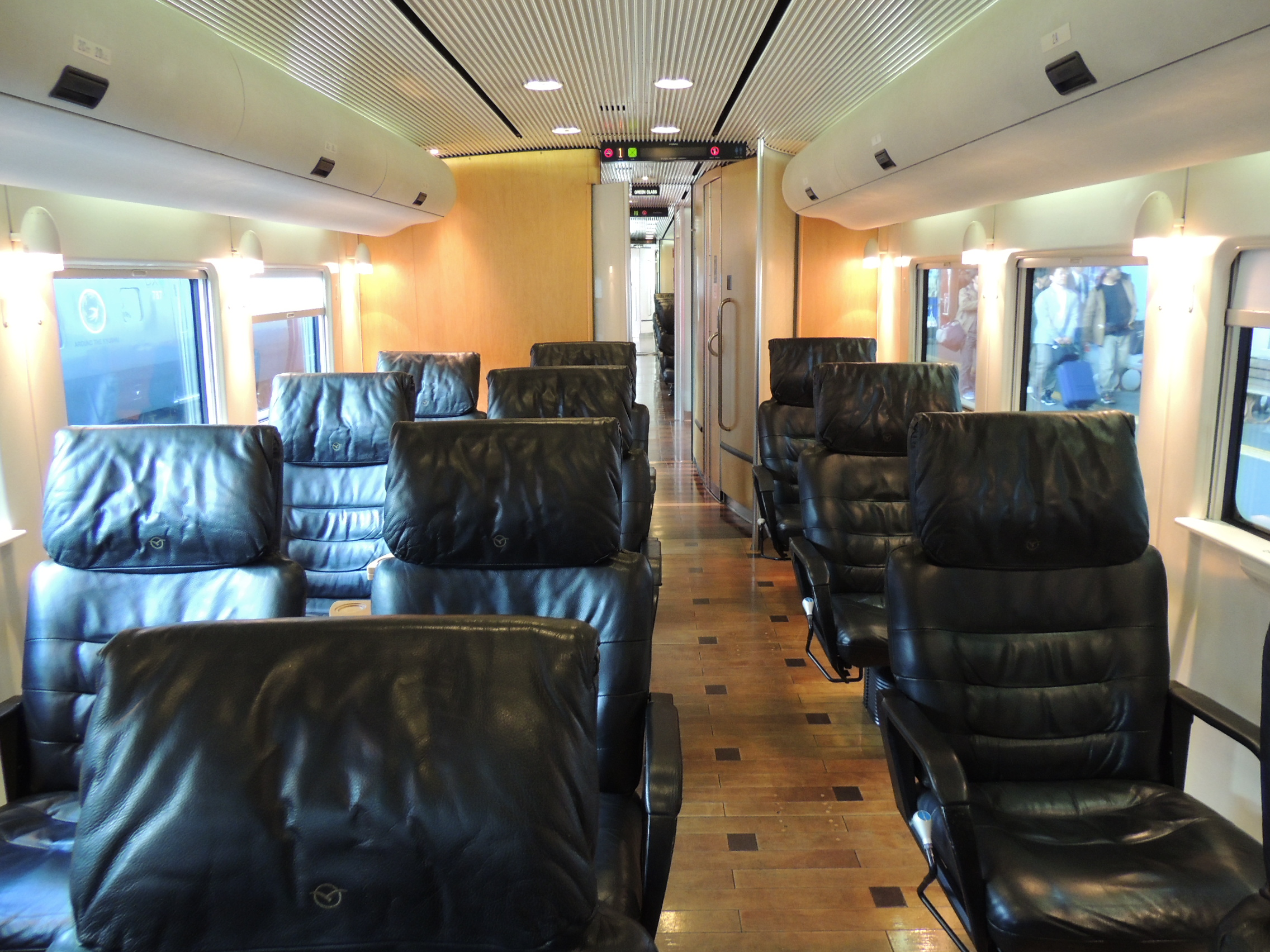
1次車のグリーン車の車内。普通車同様黒いシートにカモメのロゴが入っている。
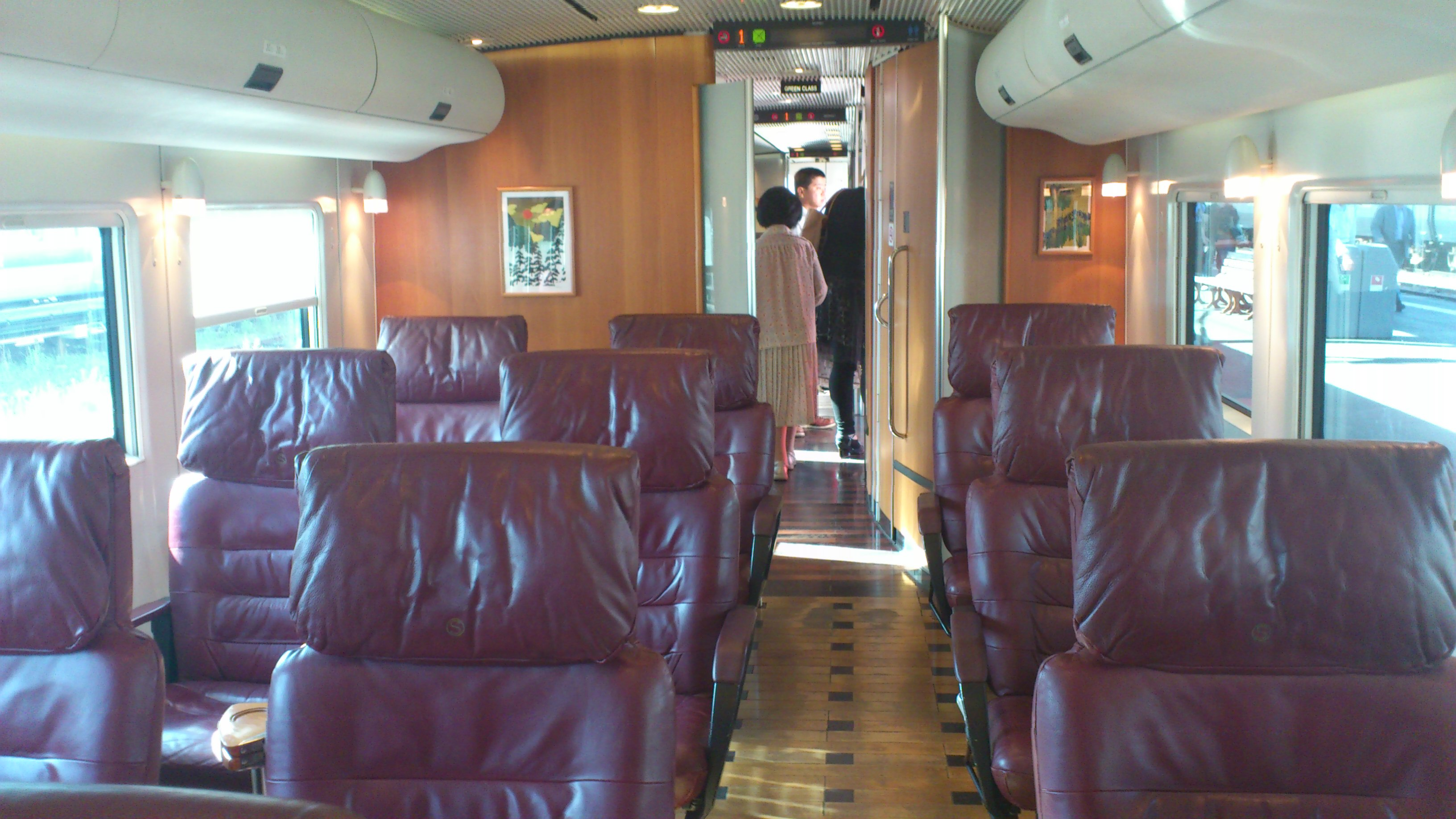
2次車のグリーン車の車内。えんじ色のシートにSの文字が入っている。
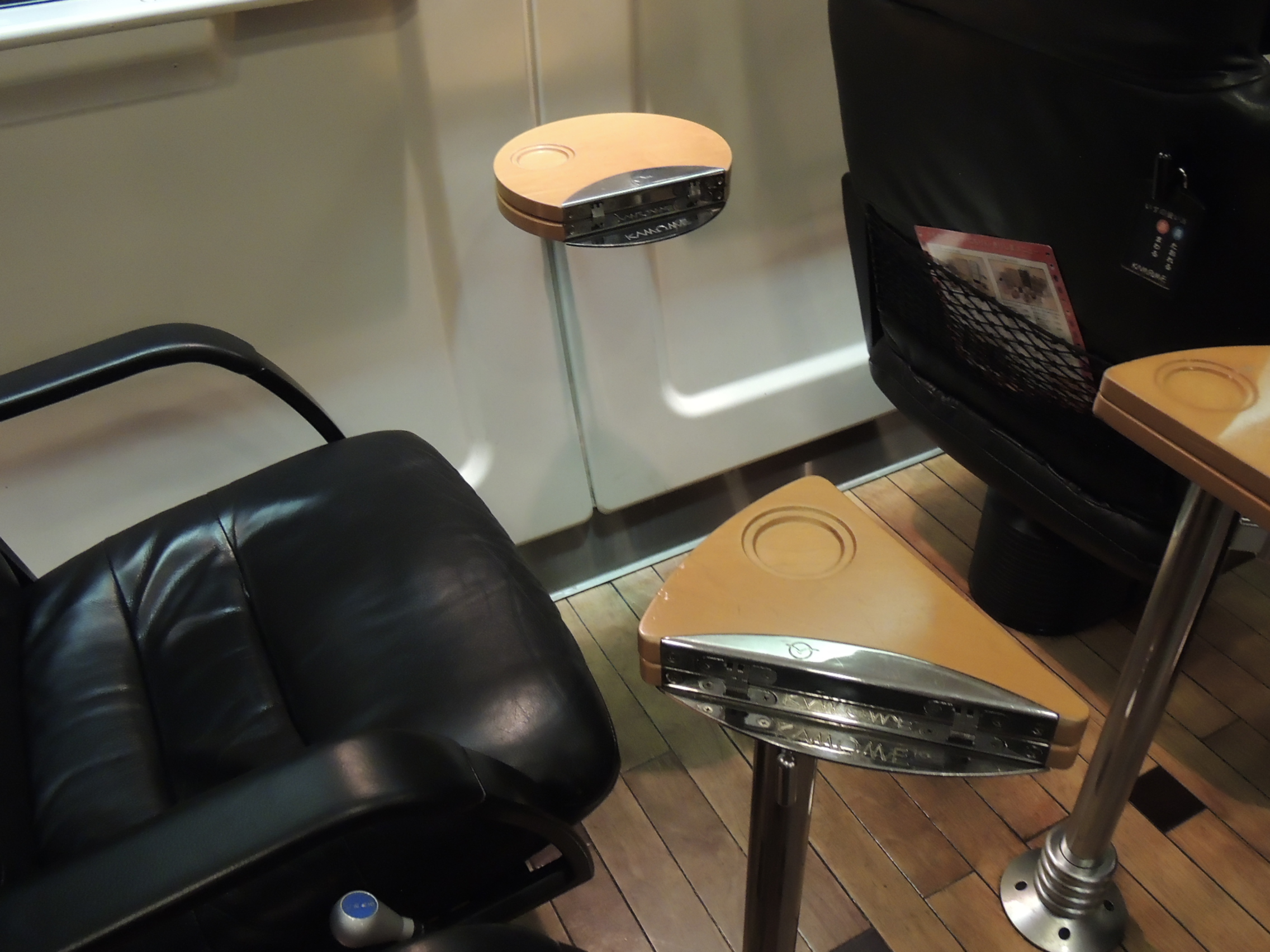
1次車グリーン車のテーブルを閉じた状態。金属部分にロゴが入る。
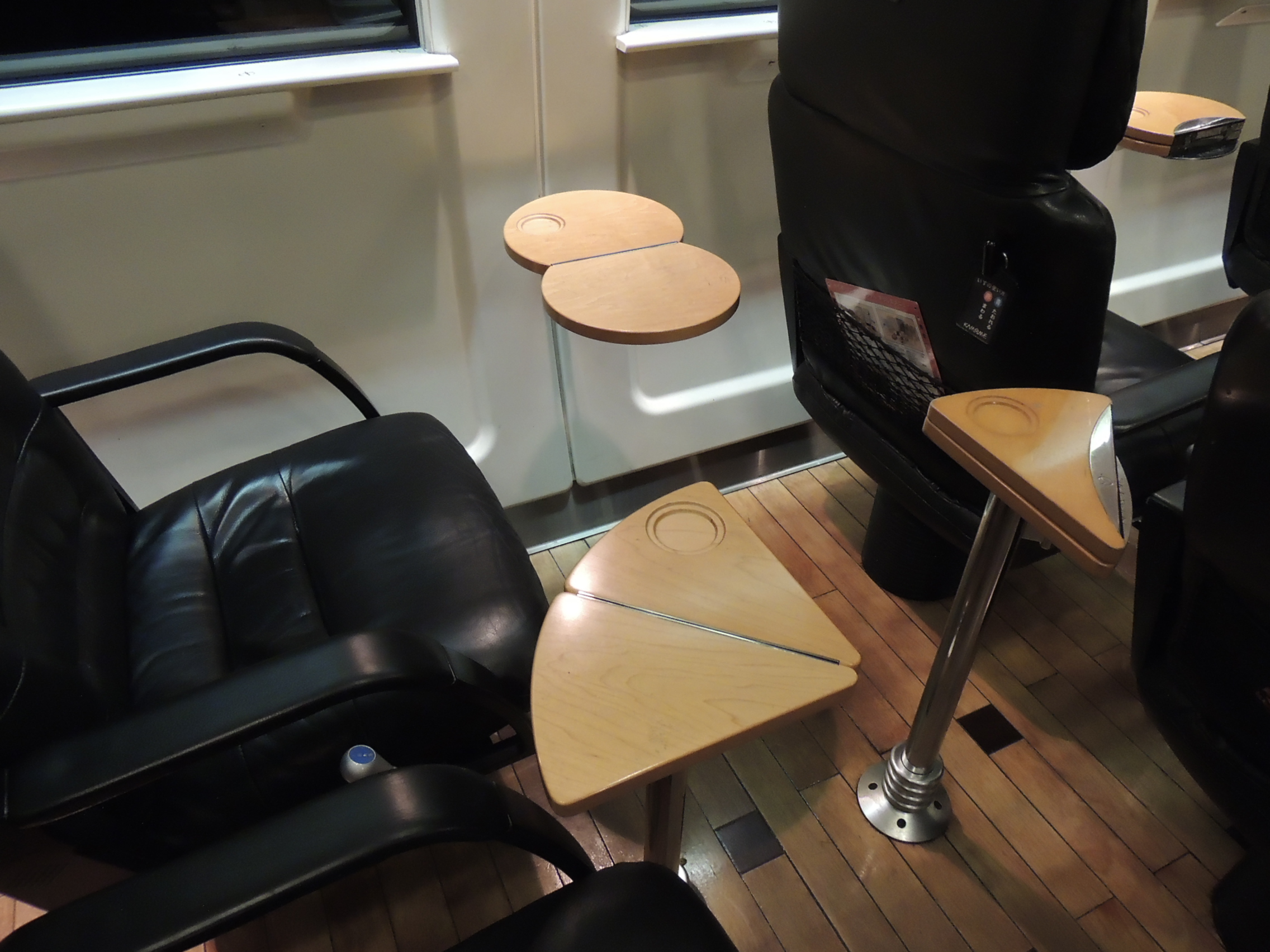
1次車グリーン車のテーブルを開いた状態。

#### その他車内設備

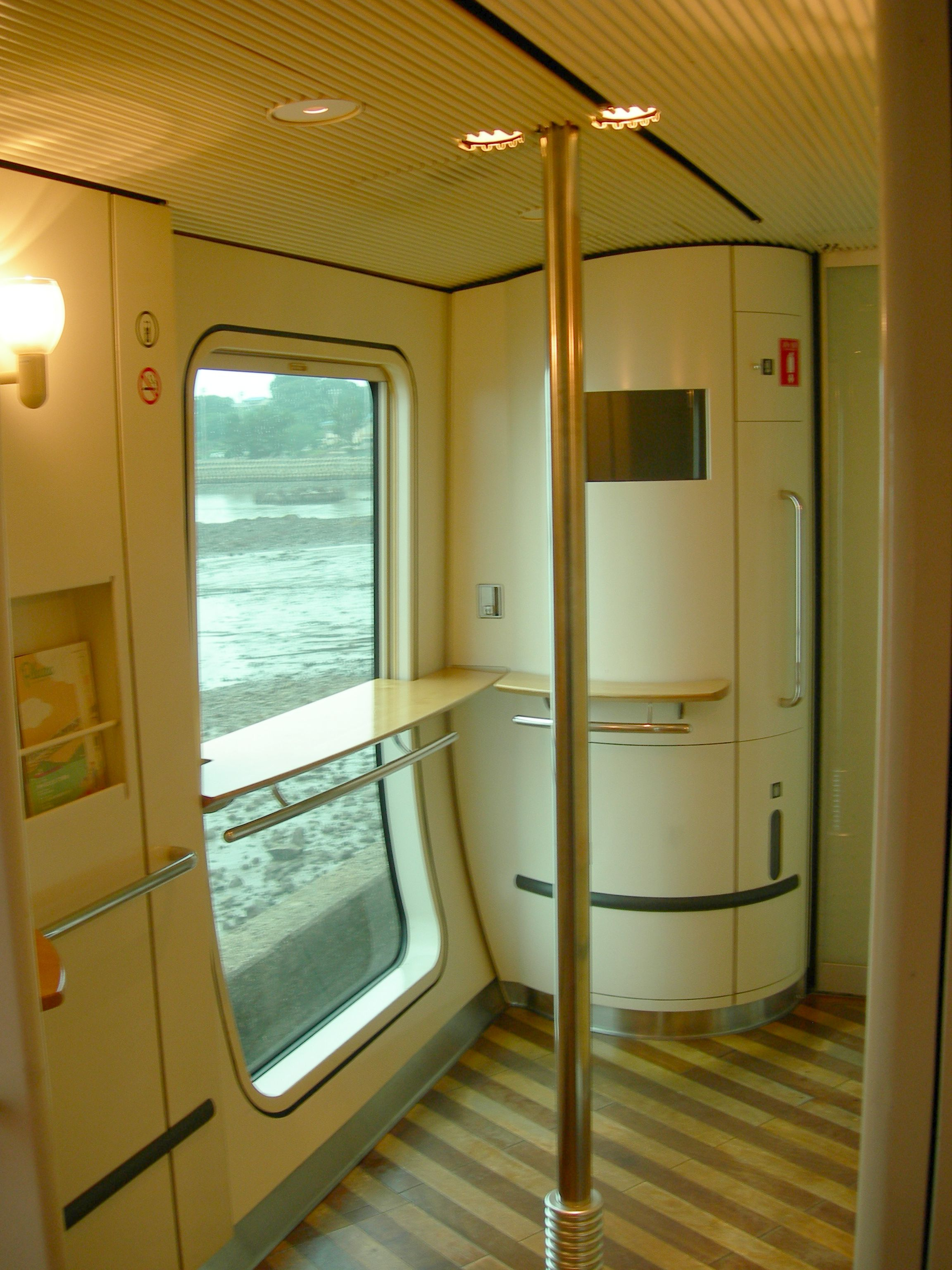
1次車コモンスペース

側面化粧板は白色、床はフローリングとしている。ただし、サハ885形100番台および300番台（いずれも3号車）の化粧板はダークグレーである。
本系列では883系に設けられていた客室中央部のセンターブースは廃止され、代わりにデッキの面積を拡大し、車端部にコモンスペースを設けた。コモンスペースには縦長の窓が設けられている。
仕切扉には、車両間の半透明ガラス扉、普通客室とデッキを仕切る上部透明／下部半透明のガラス扉、グリーン客室とデッキを仕切る木製扉の3種類があり、全て自動扉であるが、木製扉は手でセンサに触れなければ開かない。これらのうち、ガラス扉は乗務員室からの操作による一括開閉が可能である。また車両間の扉は、一方の扉の開閉と連動して他方の扉も開閉する。
LED式案内表示器は、客室端部（仕切扉上部）に天井から吊るす形で設置されている。LEDの大きさや配置は883系に準じ、左側から禁煙表示灯、号車番号表示、座席種別表示（グリーン車：グリーンマーク、普通車指定席：緑色で「指」、普通自由席：橙色で「自」）、スクロール式情報表示（8文字分で、当初は「見えるラジオ」を利用したニュース配信も行われていたが、「見えるラジオ」の終了により、現在は、乗客への注意喚起や特別企画乗車券等の自社広告などが流れている）、携帯電話使用禁止表示、トイレ使用中表示となっている。また、6号車に指定席と自由席が混在していた時期（2003 - 2007年）は、通常の座席種別表示は使用されず、「指/自」と表記されたプレートが当該部分に貼付されていた。
各車両一部座席を撤去し、大型の荷物を置くことができる荷物スペースを設置している。

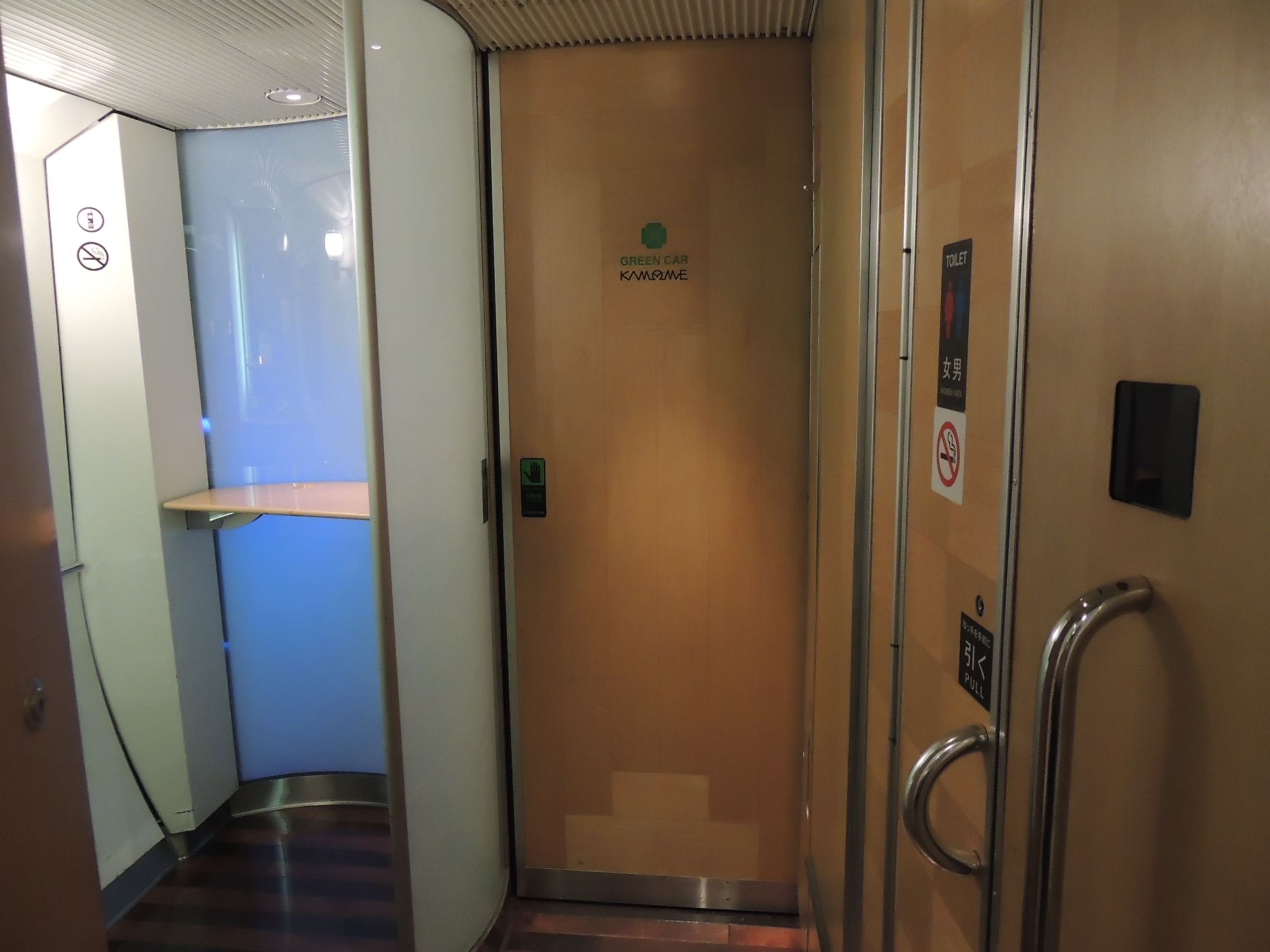
グリーン車入口の木製ドア（SM3かもめ編成）。
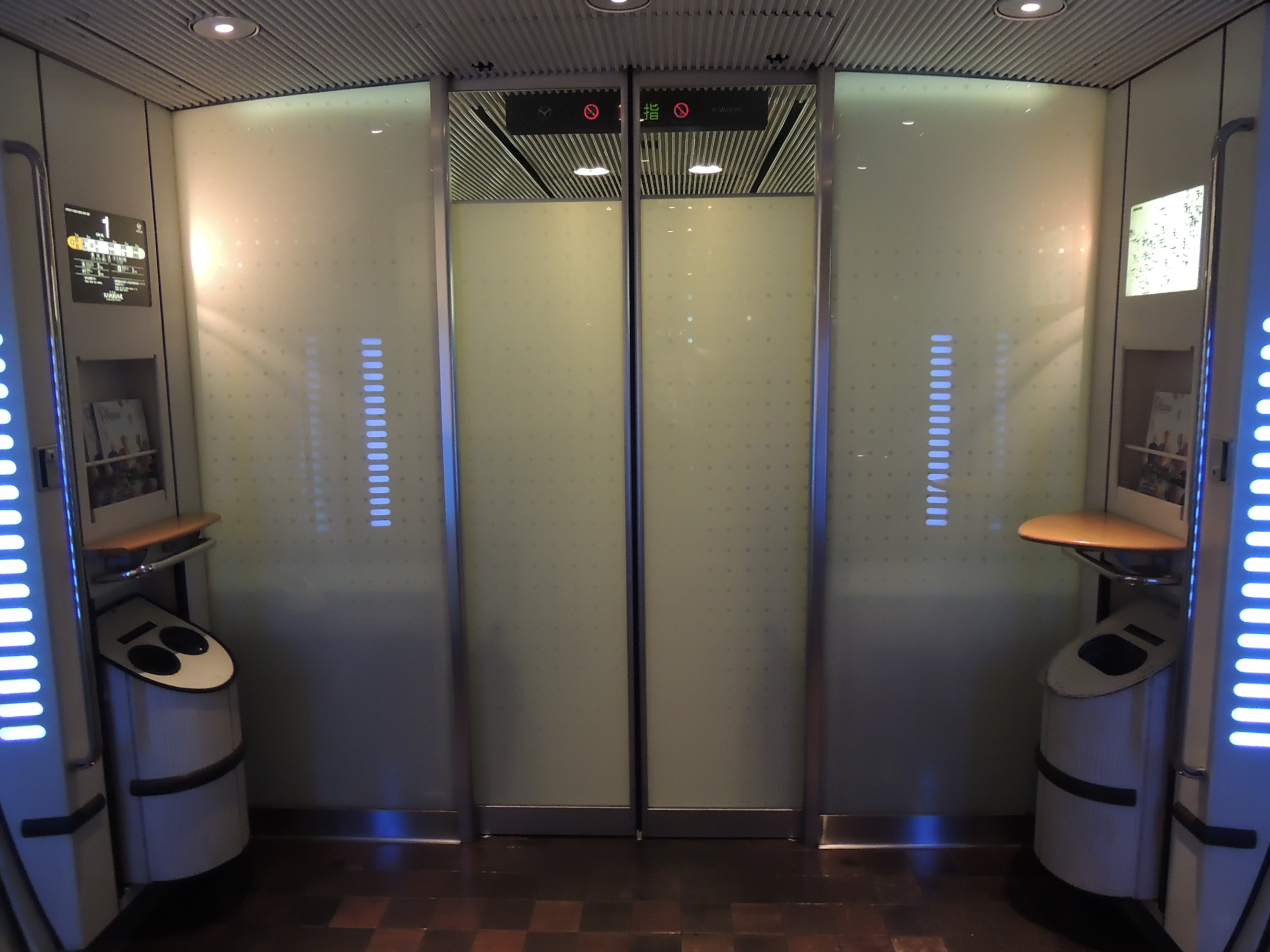
普通車入口。上部案内表示機周辺を除き、すりガラスとなっている。
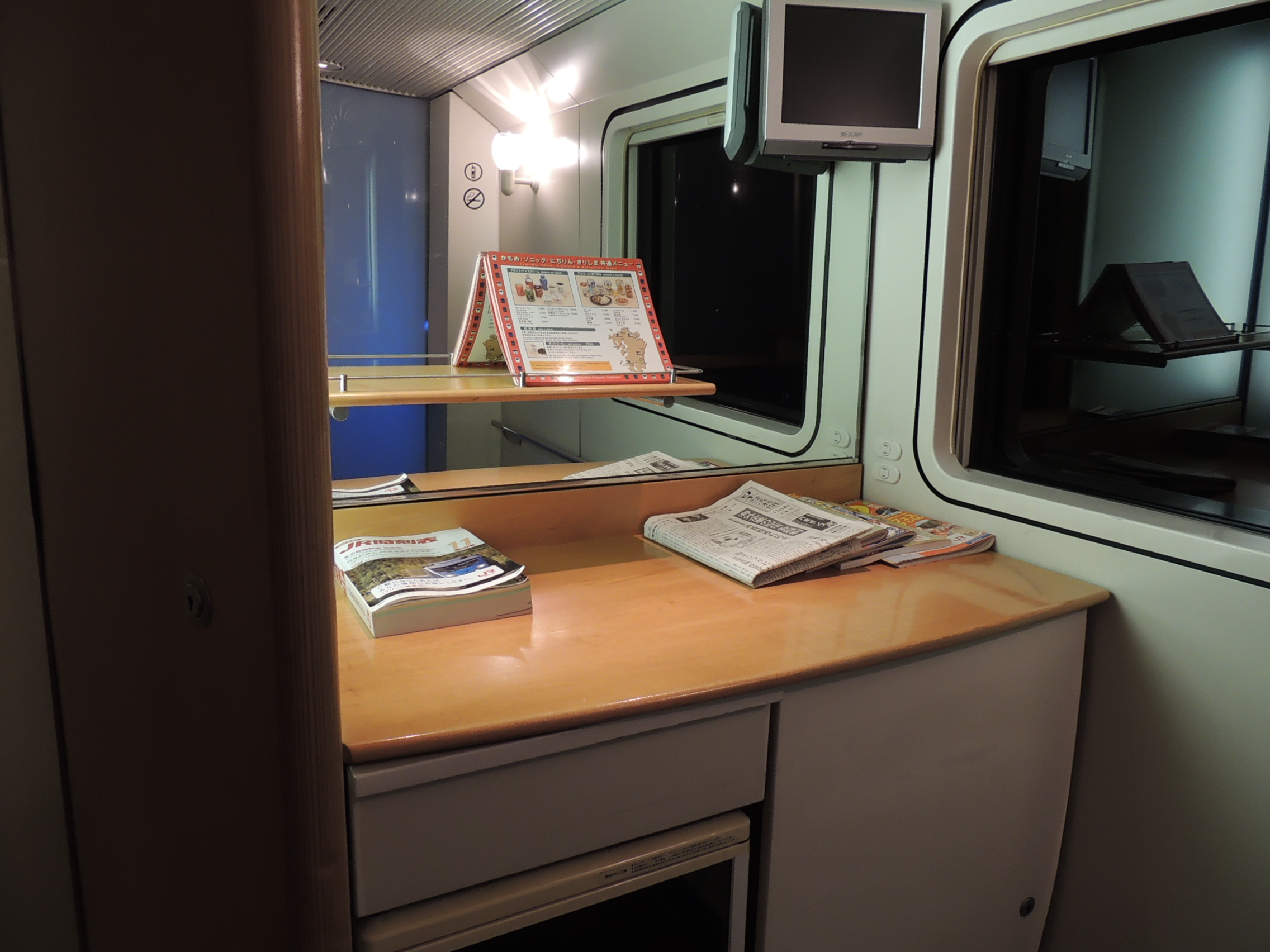
デッキとグリーン車室内にある多目的スペース。新聞・雑誌・車内販売のメニューが置いてある。

#### 乗務員室

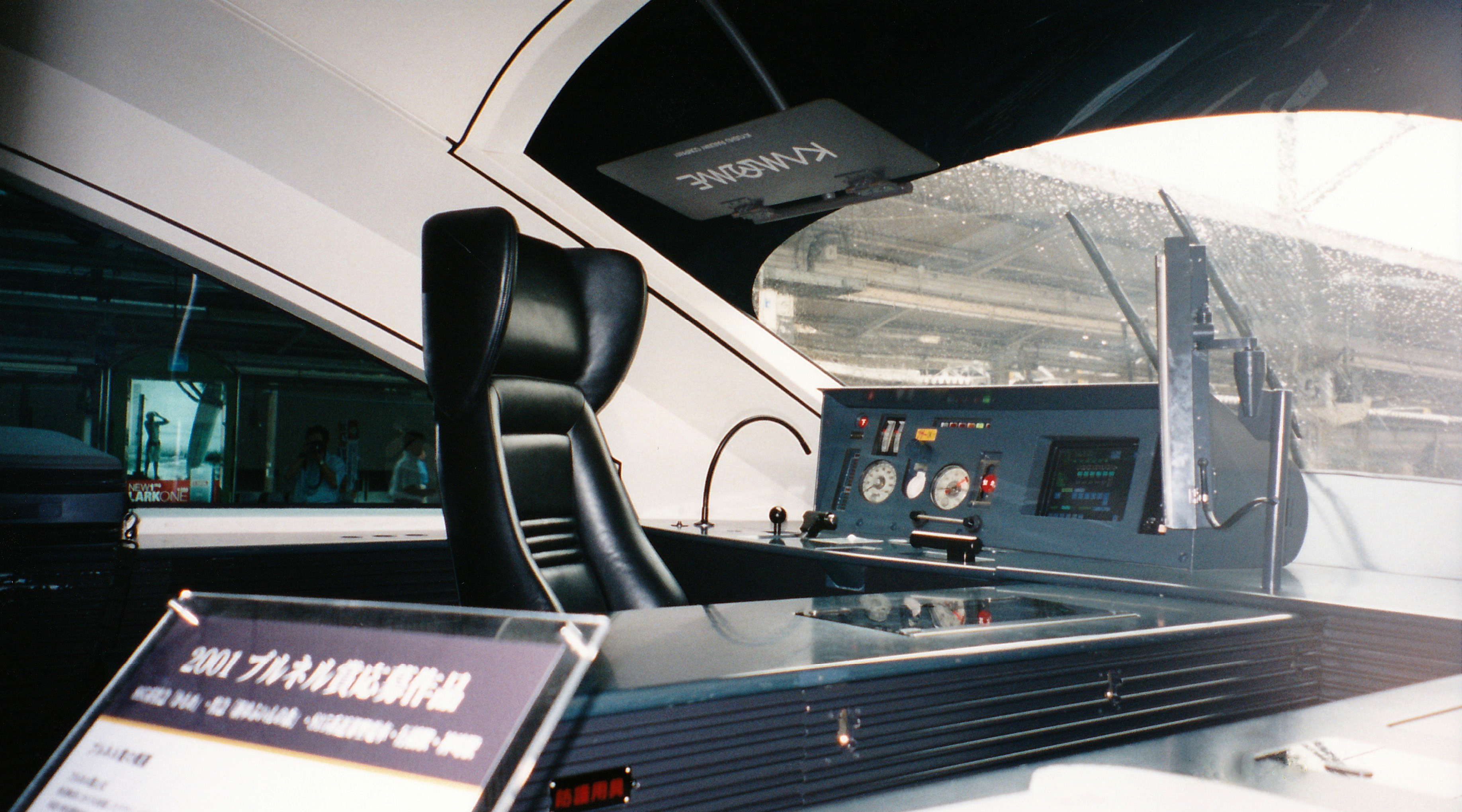
運転台とセミバケットシート

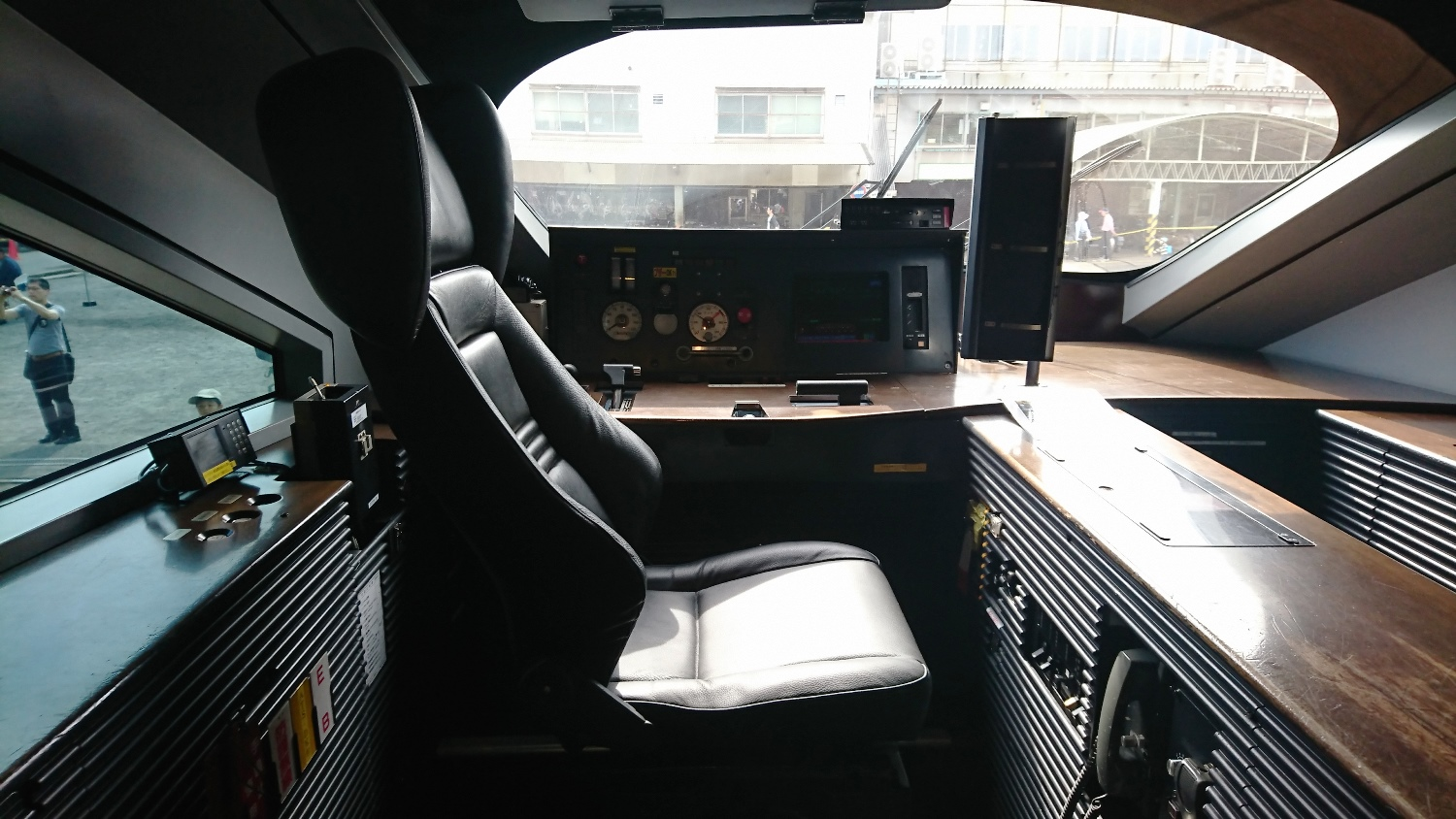
運転台(ATS-DK設置後)

主幹制御器は左手操作ワンハンドル式（手前から力行5段、中立、抑速ブレーキ、常用ブレーキ7段、非常ブレーキ）とされた。また右側のグリップには勾配起動スイッチが備わっている。運転室と客室との仕切は液晶ガラスとなっており、通常は透明であり客室から前方の風景を見ることができる。なお、停留中や事故などで先頭車のマスコンハンドルが非常ブレーキ位置にあるときは瞬時に不透明になる機構を備える。ちなみに、運転席右部にこのスイッチがあり、ONにすれば常時透明のままになる。
また、三菱電機製乗務員支援モニタ（合成音声とチャイムによる停車駅接近予告機能を付加。客扱いをしない停車駅でも予告）も備えている。後日装備であるが、運転台の上にATS-DK形のコンソールが搭載された。
本系列ではミュージックホーンも搭載されているが、883系と同様に運転台の下のペダルで操作するのではなく、運転室のコンソールボックスの中のスイッチを操作して吹鳴させる。これは各種試験動作などの注意啓発の合図のために設置されたもので、通常は聞くことができない。

### 機器類
主回路機器は815系をベースに特急形として見直しを図っている。主回路制御方式は、883系に続いてVVVFインバータ制御を採用する。主変圧器・主変換装置は日立製作所と東芝が、主電動機は日立と東芝に加えて東洋電機製造が製作した（1次車落成時）。
主変換装置は、IGBT(3300V/1200A)素子を使用したPWMコンバータ+VVVFインバータで構成される。主電動機は、883系で実績のある MT402K （定格出力190kW）を電動車両1両あたり4基搭載する。消費電力は、1両あたりの消費電力の理論値ベースで415系の消費電力を100とした場合、885系は約65パーセントとなっている。
主変圧器は自冷式を採用し、モハ885形に搭載される。モハ885形0・400番台は隣接するクモハ885形にも給電することから、二次巻線2線と三次巻線で構成された2M車タイプを搭載する。モハ885形100・200番台は自車のみ給電であることから、二次巻線を1線とした1M車用を搭載する。
また、中間電動車のモハ885形(2・5号車)にシングルアーム式パンタグラフを1基ずつ装備している。パンタグラフ位置が車体の振り子動作に影響されないように、パンタグラフ台は台車枠直結の支持台上に設置されており、パンタグラフを備えるモハ885形のこの部分はデッドスペースとなっている。
台車は空気式制御付自然振り子台車のDT406K（電動車）/TR406K（制御車・付随車）となっている。台車の外観や寸法などは883系に類似しているが、台車形式は883系とは異なっている（軸距2,250 mm、車輪径810 mm）。軸箱構造はコイルばね + 円筒積層ゴム（ウイングばね式）、基礎ブレーキは動力台車がユニット式の片押し式踏面ブレーキ、付随台車が1軸2枚のディスクブレーキ（踏面清掃装置付）とした。台車重量は動力台車が主電動機、駆動装置を含めて6,850 kg、付随台車が6,050 kgである。

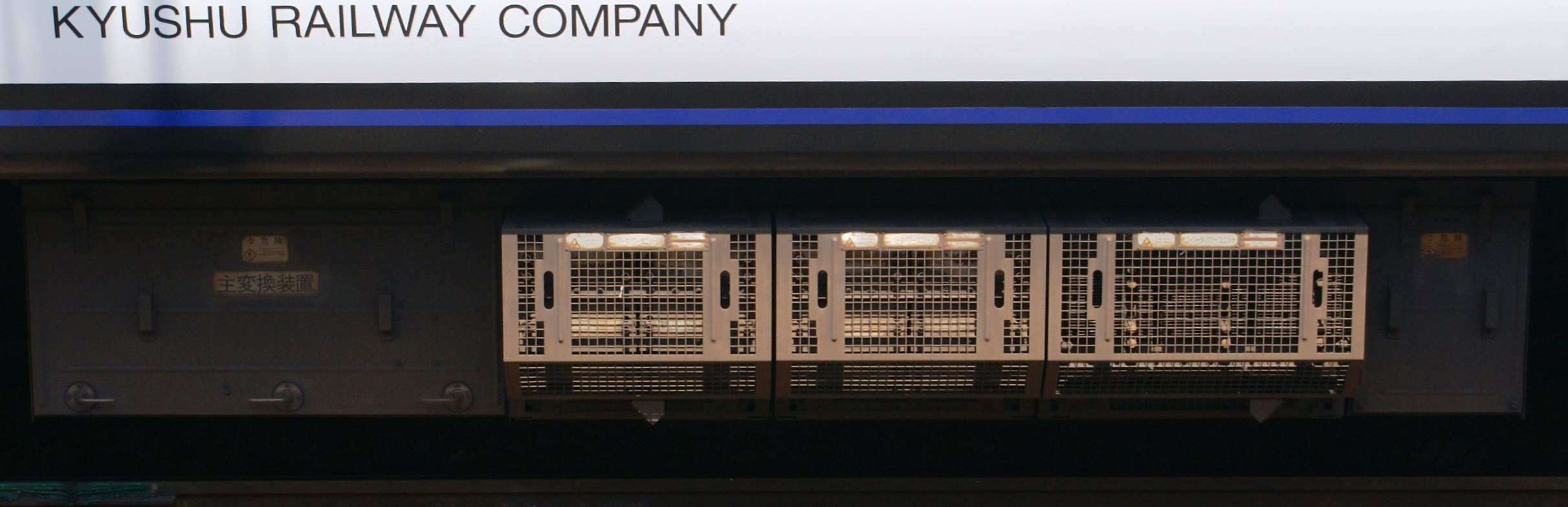
東芝製主変換装置
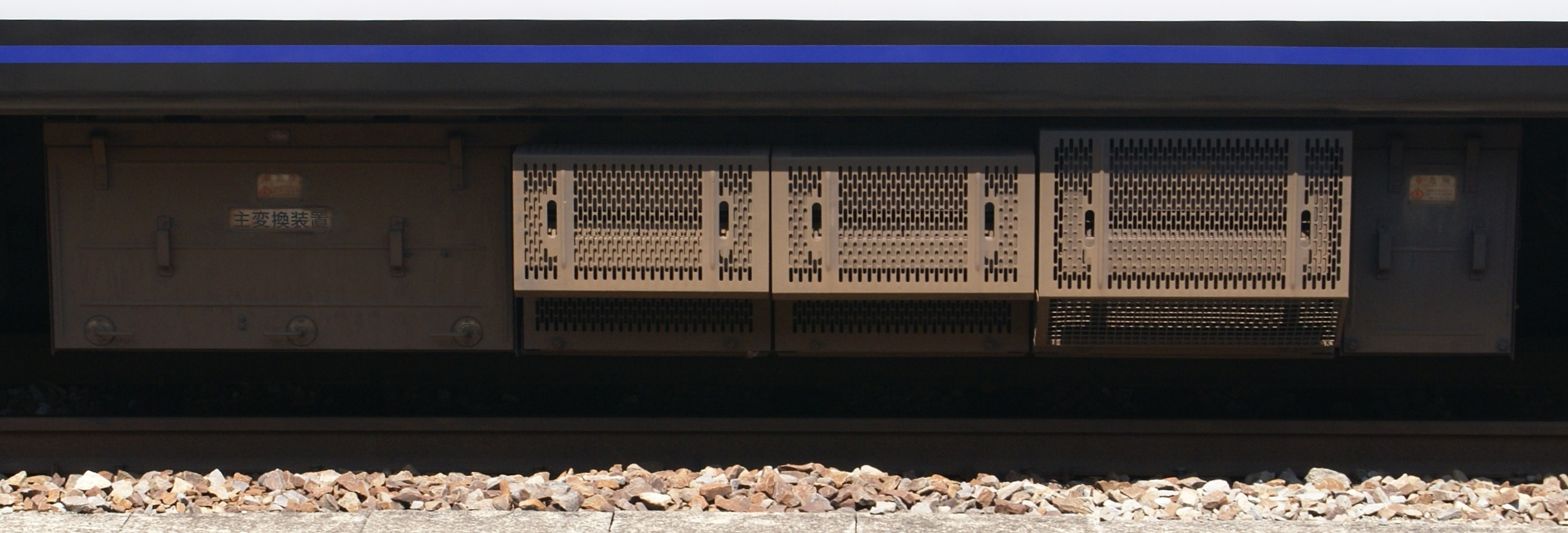
日立製作所製主変換装置

883系投入線区のほとんどは最高速度で走行可能で、100km/h未満の速度制限箇所が一部存在するが、長崎本線肥前鹿島駅 - 諫早駅間では日豊本線より厳しい制限70km/h - 75km/hの急曲線が連続するため、振り子電車としての車体傾斜による安定性を高めることを目的に、空気ばねの左右間隔を883系より10cm広い1,900mmとしている。80km/h以上の速度領域での加速度向上を図ったのも同様の理由のためである。

## 形式

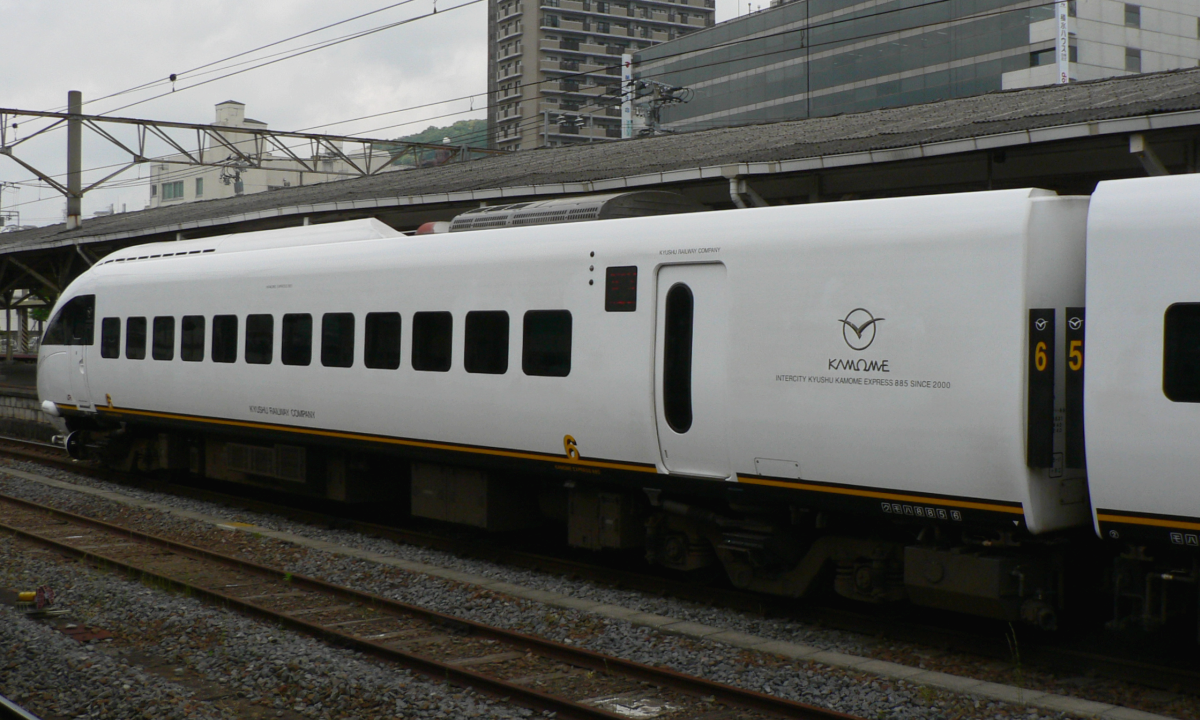
クモハ885形0番台
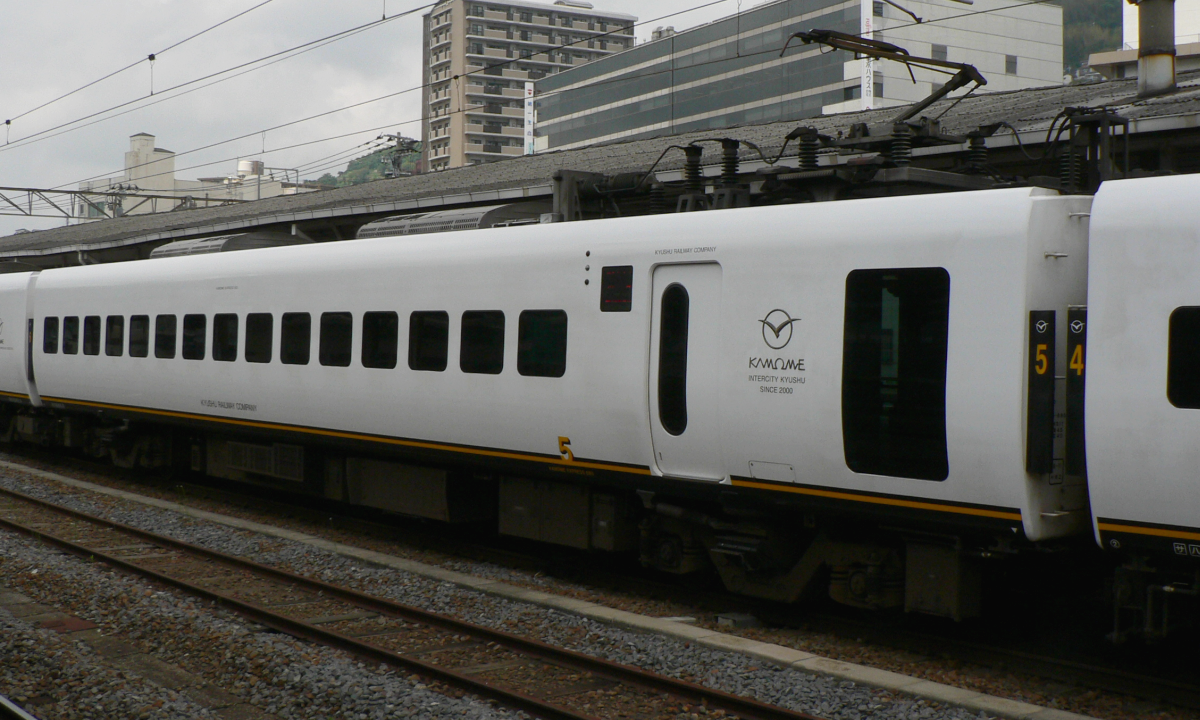
モハ885形0番台
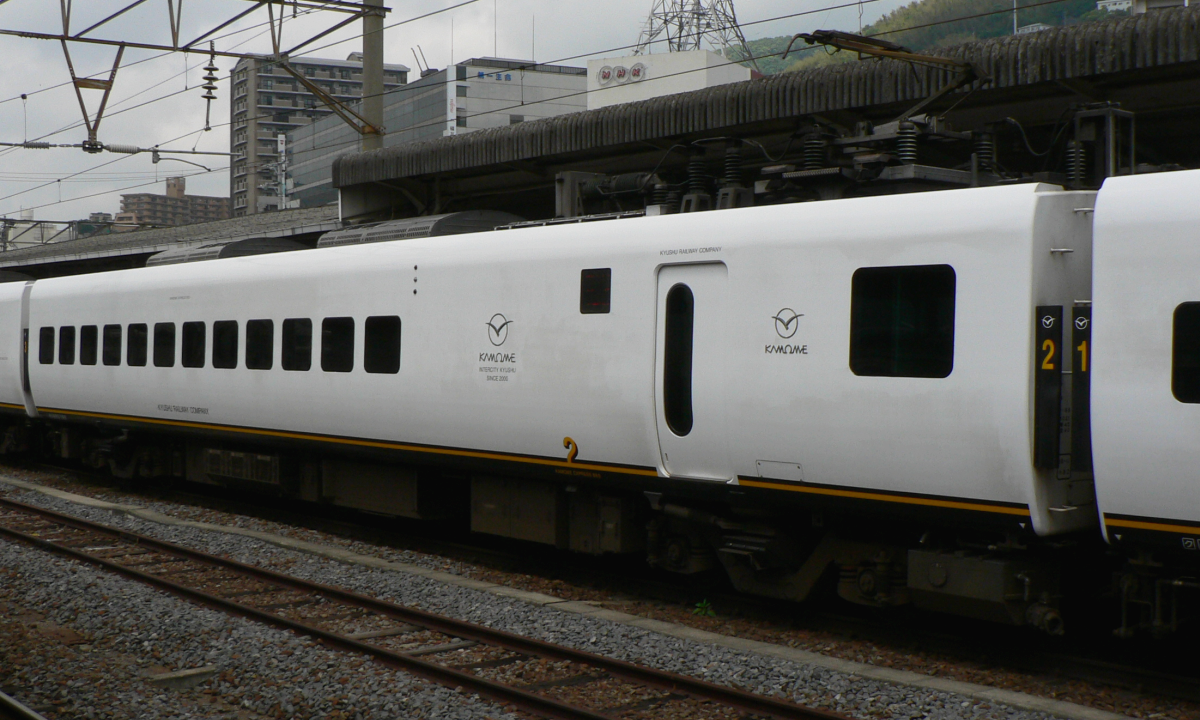
モハ885形100番台
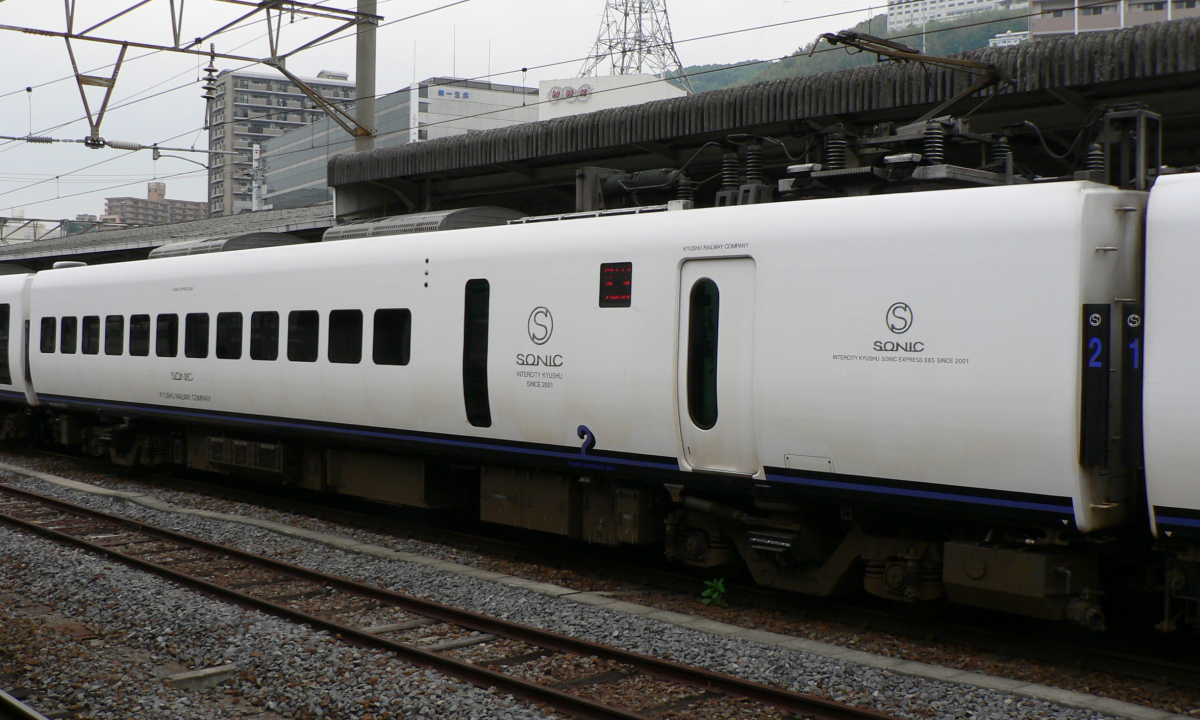
モハ885形200番台
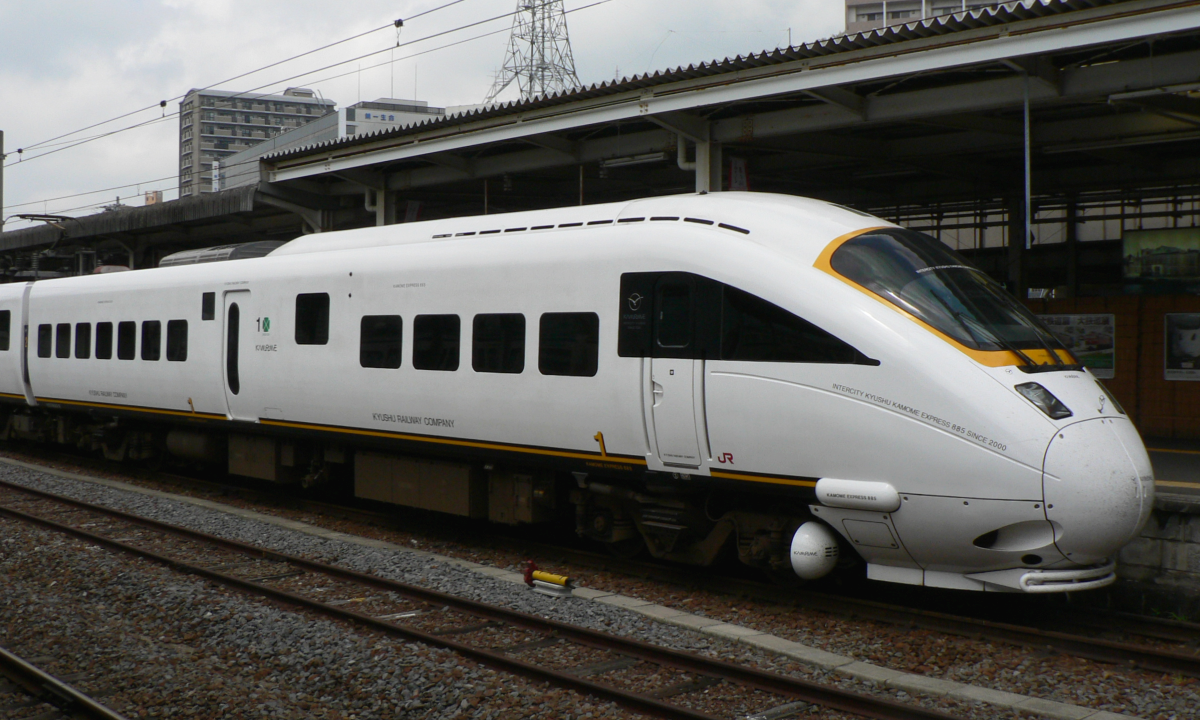
クロハ884形0番台
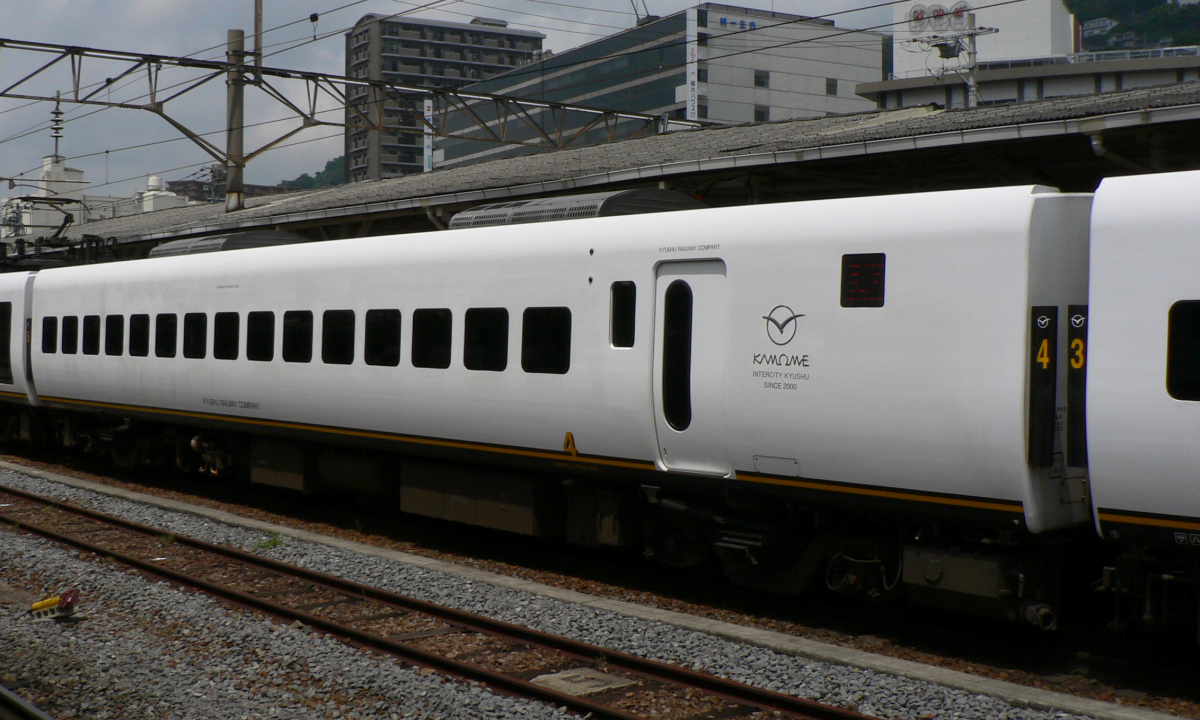
サハ885形0番台
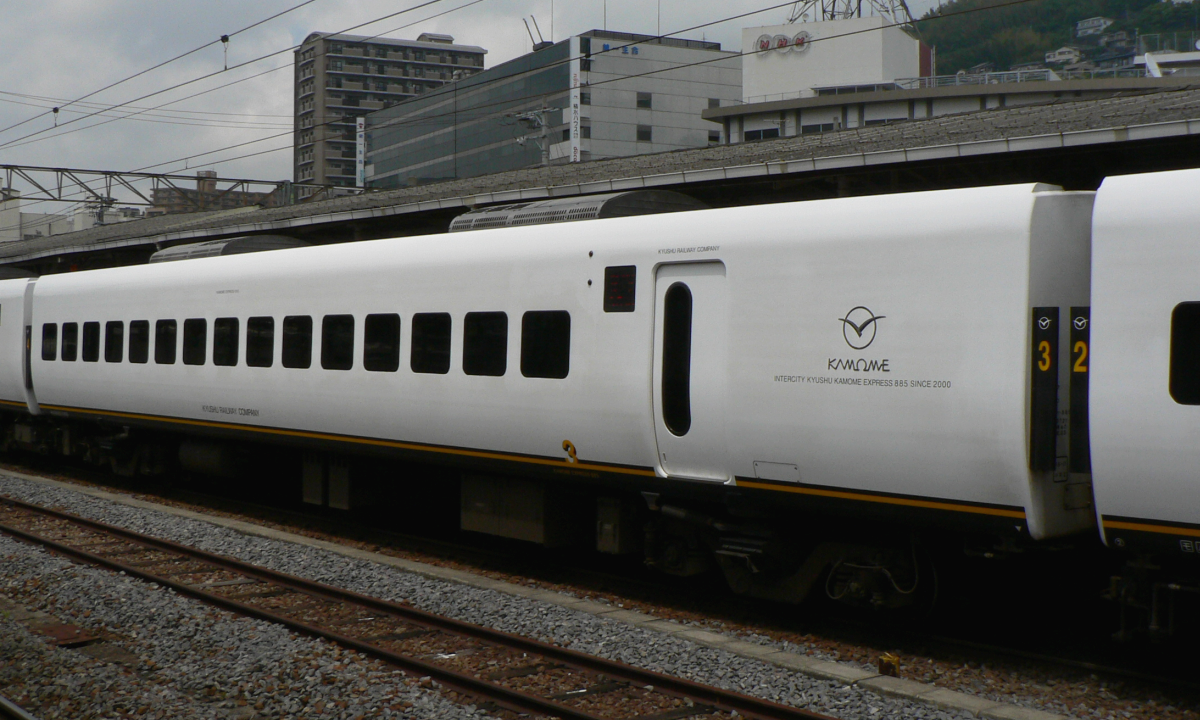
サハ885形100番台
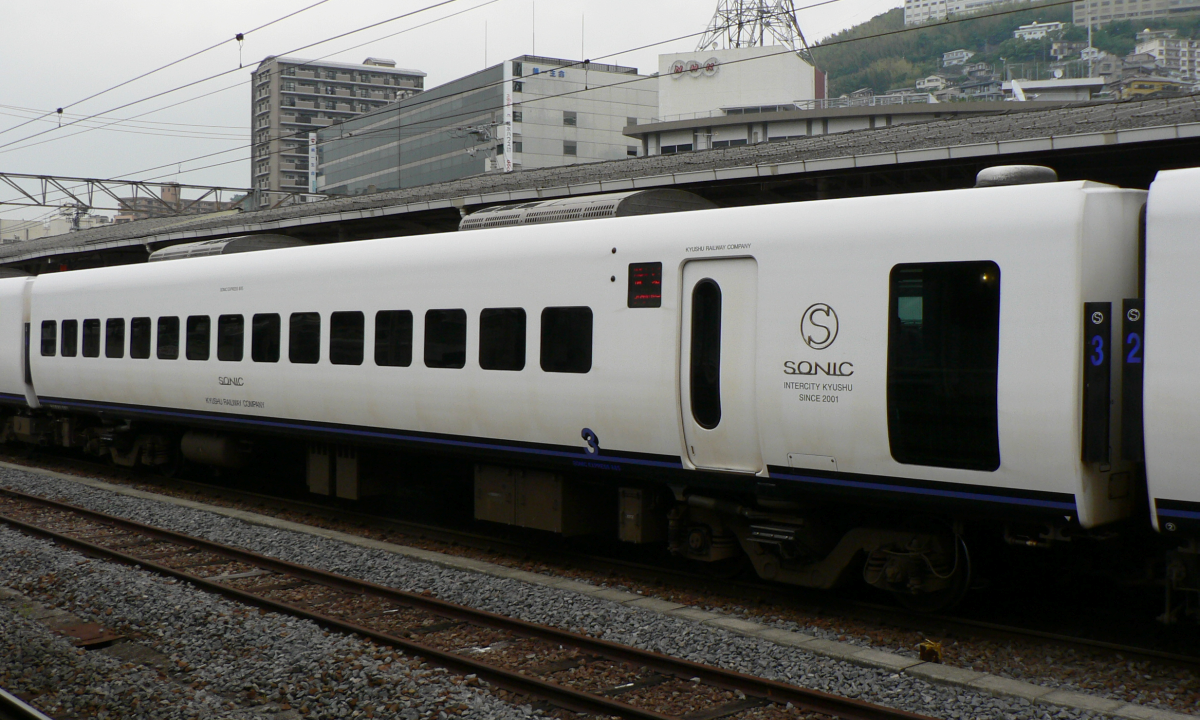
サハ885形300番台

|                    |                   | ← 早岐・肥前鹿島・大分佐世保・小倉 → |                                              |                             |                  |                           |            |
| 1                  | 2                 | 3                                    | 4                                            | 5                           | 6                |                           |            |
| クロハ884形 (Thsc) | モハ885形 (M1/M2) | サハ885形 (T1/T2)                    | サハ885形 (T)                                | モハ885形 (M)               | クモハ885形 (Mc) |                           |            |
| 搭載機器           | 搭載機器          | SIV,BT                               | MTr,CI                                       |                             | SIV,CP×2 BT      | MTr,CI                    | CI,CP      |
| SM1 - 7編成        | 番台区分          | 0番台                                | 100番台                                      | 100番台                     | 0・400番台       | 0・400番台                | 0・400番台 |
| SM1 - 7編成        | 車内設備          | サービスコーナー WC                  | 車椅子席 車椅子WC ギャラリー TEL・携帯電話室 | ミニショップ （車販準備室） | WC 簡易車掌台    | 自動販売機 （携帯電話室） | WC         |
| SM8 - 11編成       | 番台区分          | 0番台                                | 200番台                                      | 300番台                     | 0番台            | 0番台                     | 0番台      |
| SM8 - 11編成       | 車内設備          | サービスコーナー WC                  | 車椅子席 車椅子WC ギャラリー TEL 車販準備室  |                             | WC 簡易車掌台    | 自動販売機 （携帯電話室） | WC         |

凡例
- MTr：主変圧器、CI：主変換装置、SIV：補助電源装置、CP：空気圧縮機、BT：蓄電池[1]、
- WC：トイレ、TEL：公衆電話
  - クロハ884形（1号車）のサービスコーナー（廃止）、トイレはグリーン車専用
  - 2号車のモハ885形は電話室または車販準備室を多目的スペースとして使用可能

本節における「前位」および「後位」とは、クロハ884形以外の形式では「前位」が門司港寄り、クロハ884形では「前位」が「みどり」では佐世保、「かささぎ」では肥前鹿島寄り、「ソニック」では博多・大分・佐伯寄りである。
クモハ885形（Mc：1 - 11・403）
上り寄り先頭の制御電動車。編成内の6号車に連結される。主変換装置を備えているが、隣のモハ885形0番台より単相交流を受電するため、パンタグラフと主変圧器は備えていない。また、空気圧縮機 (CP) を1台備える。クモハ885-3はモハ885-3・サハ885-3と同様の事故によって2003年に事故廃車となり、代替として403号が新製された。車内は、前位側より運転室、客室、出入台、洋式トイレ（男女別）およびコモンスペースとなっている。本形式は喫煙車として使用されていた期間が長いため内装が黄色に変色した箇所がある。定員48名（4列×12）。
モハ885形
中間電動車。共通事項として、シングルアーム式パンタグラフと主変圧器を備える。
0・400番台（M：1 - 11・403）
「かもめ」「ソニック」の5号車に連結される中間電動車である。モハ885-3はクモハ885-3・サハ885-3 と同様の事故によって2003年に事故廃車となり、代替として403が新製されている。車内は、前位側より客室、出入台、自動販売機およびコモンスペースとなっている。定員60名（4列×15）。
100番台（M1：101 - 107）
1次車のみの番台区分で、2号車に連結される。車椅子対応座席およびバリアフリー対応トイレを備えているほか、全席にコンセントを備えている（座席間の肘掛の前面に2口設置。車椅子対応座席については窓下の壁面に設置）。本系列で列車電話（公衆電話）を設ける車両は、本区分番台と200番台のみである。製造当時はすでに携帯電話が普及し、車内電話の利用率が下がっていたため、公衆電話は編成中1か所のみとしている。車内は、前位側より客室（後位側に車椅子対応座席あり）、洋式トイレ、バリアフリー対応トイレ、ミニギャラリー、出入台、コモンスペース、公衆電話室(2009年10月31日限りで車内公衆電話サービス廃止)および携帯電話室となっている。公衆電話室、携帯電話室は多目的スペースとしても使用可能で、仕切りをたたみ、簡易ベッドと通路側にカーテンを備えている。定員46名（4列×10／2列+車椅子対応座席×2）。
200番台（M2：201 - 204）
2次車のみの番台区分で、2号車に連結される。100番台と同様、車椅子対応座席、バリアフリー対応トイレ、コンセント、公衆電話を備える。「かもめ」では3号車のサハ885形100番台に「ミニショップ」と呼ばれる売店兼車内販売準備室を設けたが、「ソニック」では当初サハ885形100番台を連結しない5両編成とするため、本番台にミニショップを設けた。車内は、前位側より客室（後位側に車椅子対応座席あり）、公衆電話室（2009年10月31日限りで車内公衆電話サービス廃止）、バリアフリー対応トイレ、ミニギャラリー、出入台、および車販準備室(2015年3月13日限りで車内販売サービス廃止)となっている。編成全体のトイレ数に見直しがあり、1次車では洋式トイレであった場所が公衆電話室となっている。また、車販準備室の向かい車販の荷物スペースだが、ここはカーテンを下げることで多目的スペースとして使用できる。定員46名（4列×10／2列+車椅子対応座席×2）。
クロハ884形（Thsc：1 - 11）
下り寄り先頭車となるグリーン・普通合造車の制御車で、編成内の1号車に連結される。また、「見えるラジオ」でのニュース配信用として文字放送受信装置ニュース配信用）も設置している。車内は、前位側より運転室、グリーン客室、グリーン客用洋式トイレおよびサービスコーナー・喫煙スペース→コモンスペース、出入台、普通客室となっている。定員40名（グリーン室3列×4、普通室4列×7）。
サハ885形
付随車。100番台および300番台車は、編成から外して運転可能である。
0・400番台（T：1 - 11・403）
「かもめ」「ソニック」の4号車に連結される車両で、編成中間に専務車掌室がないため、本区分番台にはデッキに簡易車掌台（車掌スイッチ（いわゆる「他これスイッチ」）、車内放送設備、戸閉知らせ灯など）が設置されており、この部分の窓は開閉可能(鍵必要)である。また、CPを2台備える。サハ885-3はモハ885-3・クモハ885-3と同様の事故によって2003年に事故廃車となり、代替として同一仕様の403が新製されている。車内は、前位側より客室、簡易車掌台出入台、洋式トイレ（男女別）およびコモンスペースとなっている。定員60名（4列×15）。
100番台（T1：101 - 107）
1次車のみの番台区分で、3号車に連結される。モハ885形200番台の節で述べたように、「ミニショップ」を設ける。車内は、前位側より客室、出入台、ミニショップ(2015年3月13日限りで車内販売サービス廃止)およびコモンスペースとなっている。定員60名（4列×15）。
300番台（T2：301 - 304）
3次車に該当し、3号車に連結される。2003年3月15日ダイヤ化改正に伴う「ソニック」の6両編成化に伴い製造された。出入台はコモンスペースが拡大されるとともに木製ベンチが設置され、新たにBS放送の液晶ディスプレイが設置された。車内は、前位側より客室、出入台およびコモンスペースとなっている。定員60名（4列×15）。
- クモハ885形0番台
- モハ885形0番台
- モハ885形100番台
- モハ885形200番台
- クロハ884形0番台
- サハ885形0番台
- サハ885形100番台
- サハ885形300番台

## 次車別解説

### 1次車 (SM1 - 7)

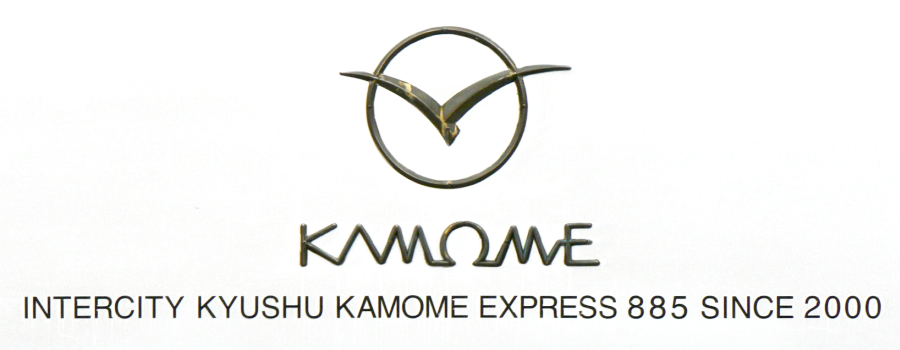
1次車の車体側面エンブレム（後に撤去された）

1次車（SM1 - 7）は2000年に「かもめ」用に投入された編成である。各車の車両番号の末尾2桁が編成番号と同じ01 - 07に揃えられている。座席表地の色は普通席・グリーン席ともに黒色となっている。

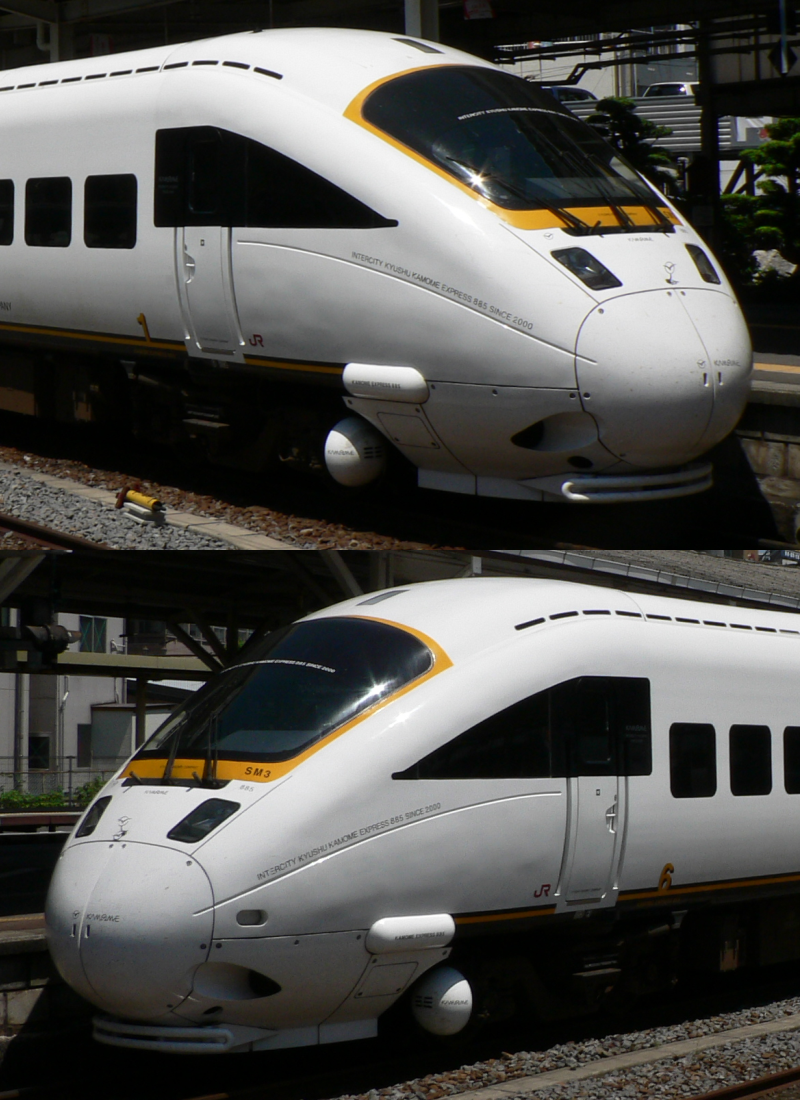
SM3編成の両先頭車（下がクモハ885-403）

2003年7月18日に長崎本線肥前長田駅 - 小江駅間で発生した脱線転覆事故によりSM3編成の博多寄り3両（クモハ885-3・モハ885-3・サハ885-3）が事故廃車とされ、2004年に代替車3両（400番台車：クモハ885-403・モハ885-403・サハ885-403）が新製された。400番台は基本的に1次車に準じているが、先頭車のワイパーが2次車と同じ2本で、背もたれ上部の取っ手の取付け方が1次車、2次車のいずれとも異なるなど、細かな違いがあるほか、編成内の他の車両と末尾番号を揃えるため、番号は403とされている。
登場時は車体下部の帯と前面窓回りは黄色で、「かもめ」ロゴが配されていたが、車体側面の「かもめ」エンブレムは後に撤去された。2010年12月にSM5編成が2次車と同じ青帯に塗り替えられ、車体側面のロゴも「AROUND THE KYUSHU」と入ったものに変更されたが、先頭部など一部にまだ「かもめ」ロゴが残っていた。その後、他の1次車も順次青帯へと変更され、2012年6月までに885系全編成が青帯に統一された。当初は、雑誌等で青帯化された1次車を「ソニック編成」として扱った場合もあったが、そもそも「かもめ」用の編成や「ソニック」用の編成という区別はなくなっており、今回の塗色変更は885系全編成の帯色統一（1次車の青帯化）によるものである。
SM1編成は2000年10月に大宮総合車両センターで開催された「JRおおみや鉄道ふれあいフェア」（現・「鉄道のまち大宮 鉄道ふれあいフェア」）にて展示が行われた。

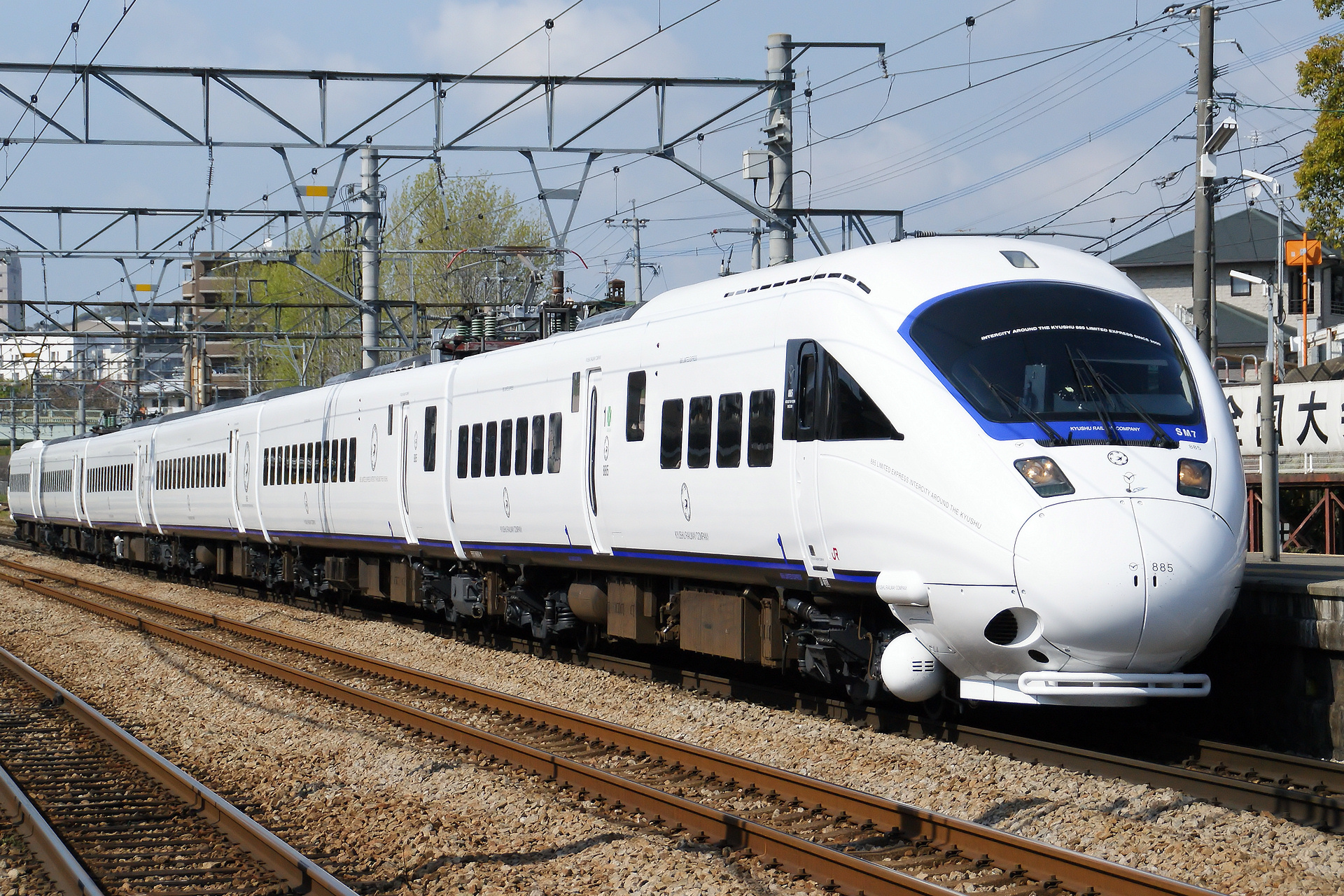
塗装変更後の1次車
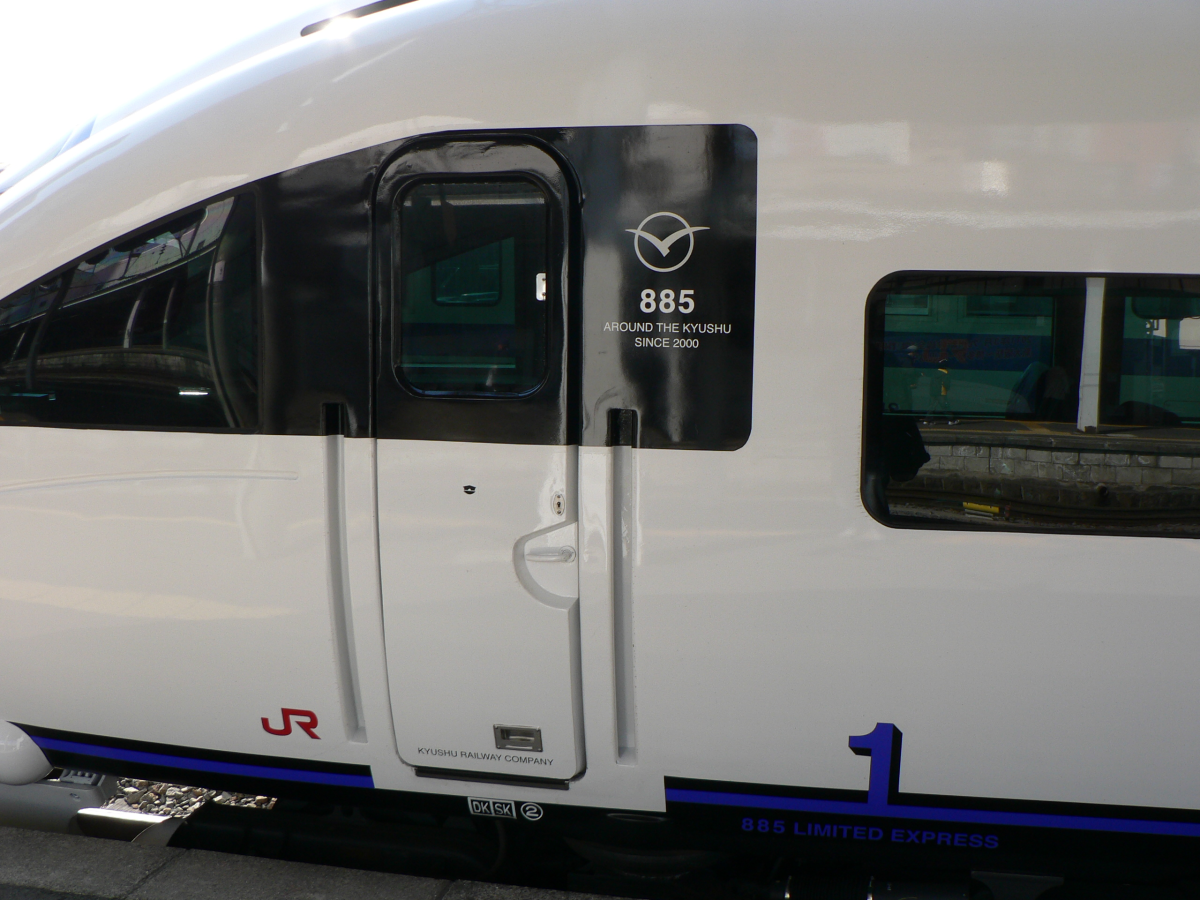
運転室扉の横には「かもめ」ロゴが残る
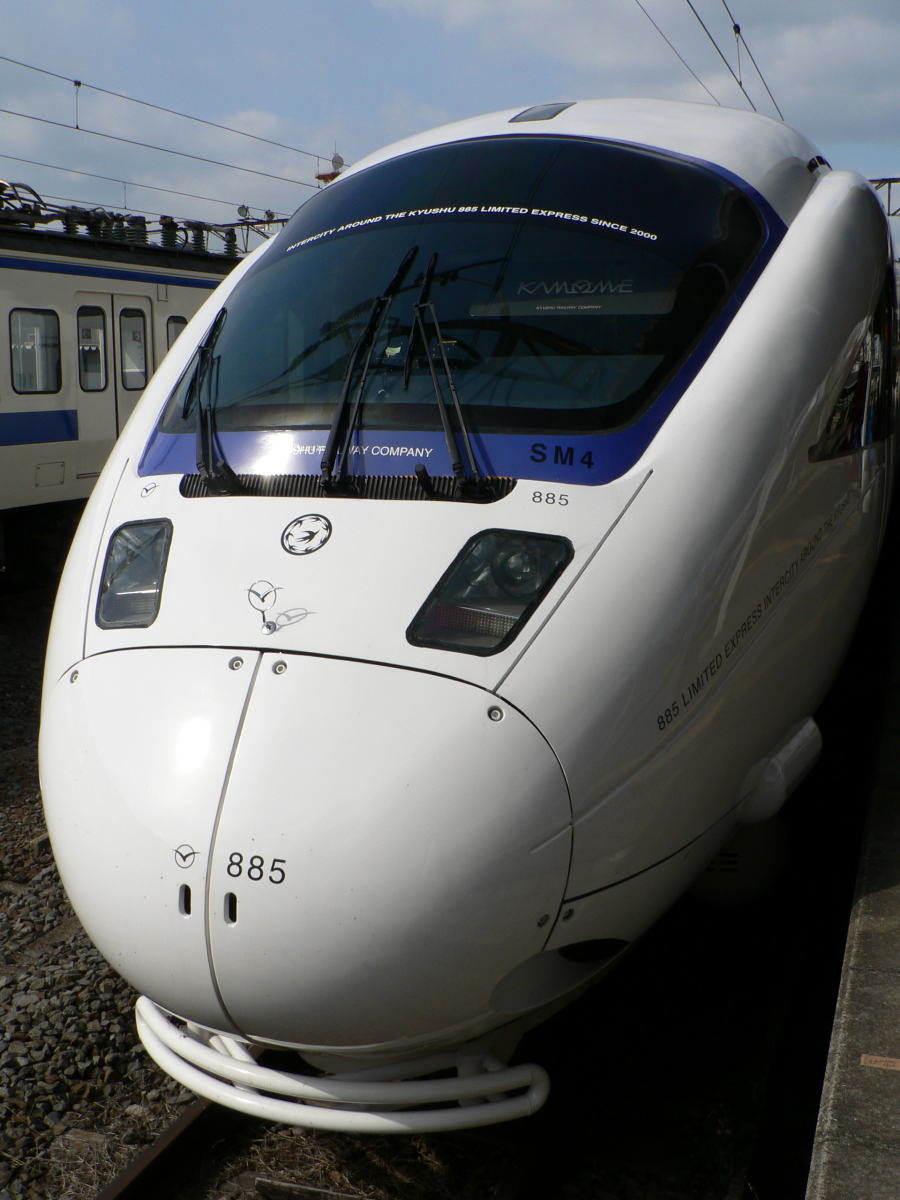
先頭部にも「かもめ」ロゴ・エンブレムが残る
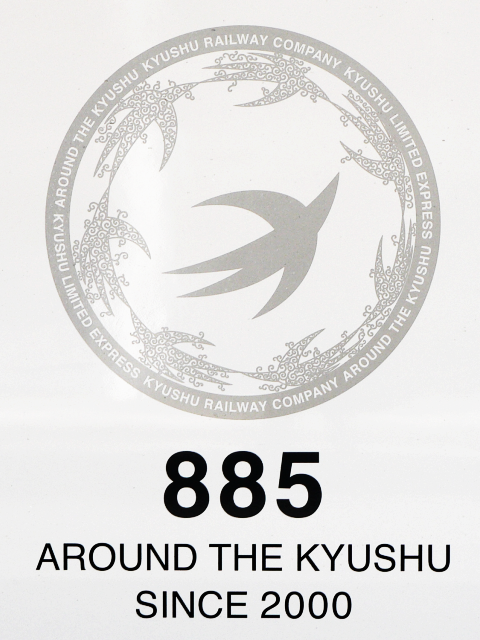
新ロゴ (AROUND THE KYUSHU)

### 2次車 (SM8 - 11)

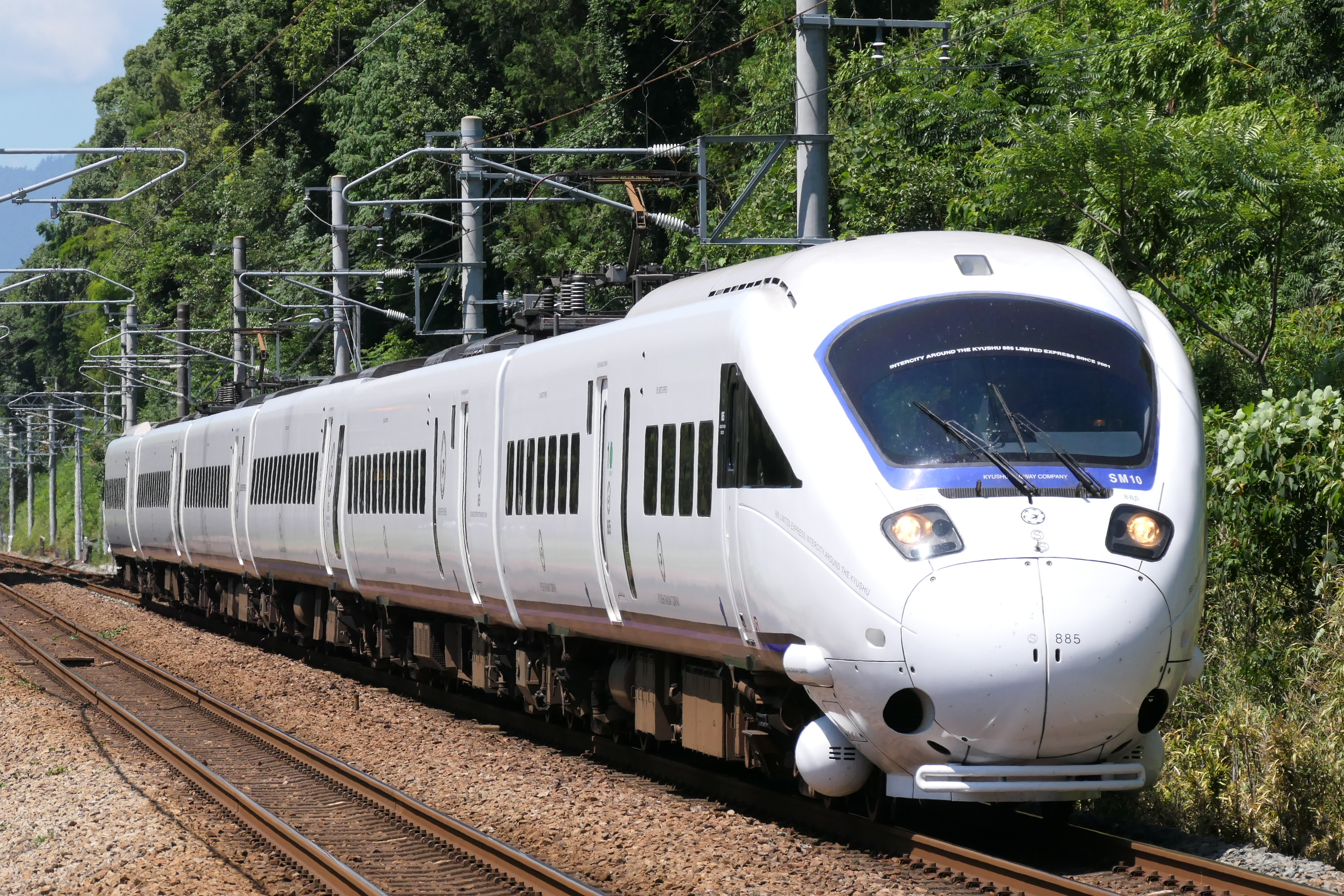
2次車（SM10編成）

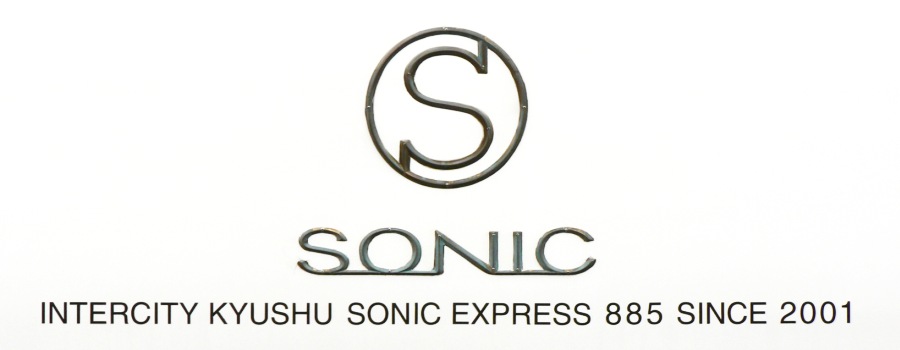
2次車の車体側面エンブレム（後に撤去された）

2次車（SM8 - 11）は2001年に「ソニック」用に投入された編成である。5両編成で落成したため一部の車内設備の配置が変更され、新区分番台としてモハ885形200番台が登場した。その後2003年に3次車、新区分番台サハ885形300番台を組み込み6両編成となっている。それ以外の車両の車両番号末尾2桁は編成番号と同じ08 - 11に揃えられている。
車体下部の帯と前面窓回りは青色で、「SONIC」ロゴが付いていた（客用窓下にもステンレス切抜文字ロゴが付いていた）。1次車よりも側面裾部の帯が若干太い。また前照灯の形状が変更されるとともに、1次車では3本あったワイパーが2本とされた。座席表地の色は普通車がエボニー、グリーン車がマゼンタに変更され、1次車と比べ暖色系のカラースキームとされた。また1次車で窓かまちに取り付けられていた小形テーブルは廃止された。このほかドアチャイムも設置された。
前照灯はロービームの際は、1次車と同一だが、ハイビームではシールドビームの内側にある灯火および運転室窓上のシールドビームも点灯し、都合5箇所が点灯する。尾灯は1次車と同一である。

### 3次車 (中間車)
2003年（平成15年）2月に新製したサハ885形300番台4両。仕様は前述のサハ885形300番台（T2：301 - 304）の項目を参照。

## 沿革
- 2000年（平成12年）
  - 2月6日：1次車（SM1 - 7編成）6両編成7本が南福岡電車区（本ミフ）に配属（配属完了は3月7日）。
  - 3月11日：ダイヤ改正。「かもめ」のパターンダイヤ16往復および「ソニック」2往復、門司港行き「きらめき」に投入。
- 2001年（平成13年）
  - 3月3日：2次車（SM8 - 11編成）5両編成4本が南福岡電車区に配属。2次車を「ソニック」に投入（一部は佐伯発着）する[24]とともに、1次車は「かもめ」専用となる。
  - 4月:所属車両基地名が「南福岡電車区(本ミフ)」から「南福岡電車区(北ミフ)」に変更。
  - 5月18日：鉄道友の会第44回ブルーリボン賞を受賞[4]（受賞式は8月25日[25]）。
  - 7月6日：ブルネル賞を受賞。
  - 10月1日：産業デザイン振興会グッドデザイン賞を受賞。
- 2002年（平成14年）
  - 10月21日：ダイヤ修正により「みどり」1往復に投入。ただしこの列車は佐賀駅・肥前山口駅発着の「かもめ」を臨時延長扱いで佐世保駅発着にしたため、佐世保線内は臨時列車扱いであった。
- 2003年（平成15年）
  - 2月20日：3次車（サハ885形300番台）の投入により、全編成が6両となる（6両化完了は23日）。
  - 3月15日：ダイヤ改正に伴い「みどり」から撤退。
  - 7月18日：SM3編成が長崎線特急列車脱線転覆事故で被災。同編成は運用を離脱するとともに、大破した博多寄り3両は同年9月1日付で廃車。
  - 10月：SM8 - 11編成の要部検査入場に伴い、「ソニック」の1運用（佐伯駅に乗り入れない運用）を一部期間883系AO1 - 5編成が代走（ - 2004年3月まで。駅や市販の大型時刻表でも案内されていた）。
- 2004年（平成16年）
  - 3月23日：400番台3両が落成し、損傷の少なかった為修理された長崎寄りの3両と連結してSM3編成が運用復帰。
- 2005年（平成17年）
  - 3月1日：中津発着の「ソニック」（101・104号）へ投入。「きらめき」からは撤退し、門司港までの運用が消滅。
  - 10月8日：SM11編成が、宮崎地区のイベント列車として日豊本線南宮崎駅まで入線（10日まで）。885系の同線佐伯駅以南での営業運行は、これが初めてとなる。
- 2007年（平成19年）
  - 3月18日：全列車全面禁煙化。また、中津発着の「ソニック」を101・102号に変更の上、営業運転区間を柳ヶ浦駅まで延長。
- 2008年（平成20年）
  - 7月19日：「きらめき」への運用が復活。これにより門司港駅 - 小倉駅間での運用が復活。
- 2009年（平成21年）
  - 3月14日：「きらめき」への運用から撤退。これにより再度門司港駅 - 小倉駅間での運用がなくなる。
- 2010年（平成22年）
  - 4月：所属車両基地名が「南福岡電車区(北ミフ)」から「南福岡車両区(本ミフ)」に変更。
  - 9月：専用のラッピングを施したSM8編成が土休日に限りにちりんシーガイア7・20号に使用される。宮崎空港駅への乗り入れは初となった。
- 2011年（平成23年）
  - 1月：SM5編成が青帯に変更された。
  - 3月：「ソニック」の別府→大分間昼間の下り列車において、石丸謙二郎によるナレーション「大分市観光ナレーション」が放送開始される。
- 2012年（平成24年）
  - 6月までに、1次車全車両の青帯化が完了した。

- 2015年（平成27年）

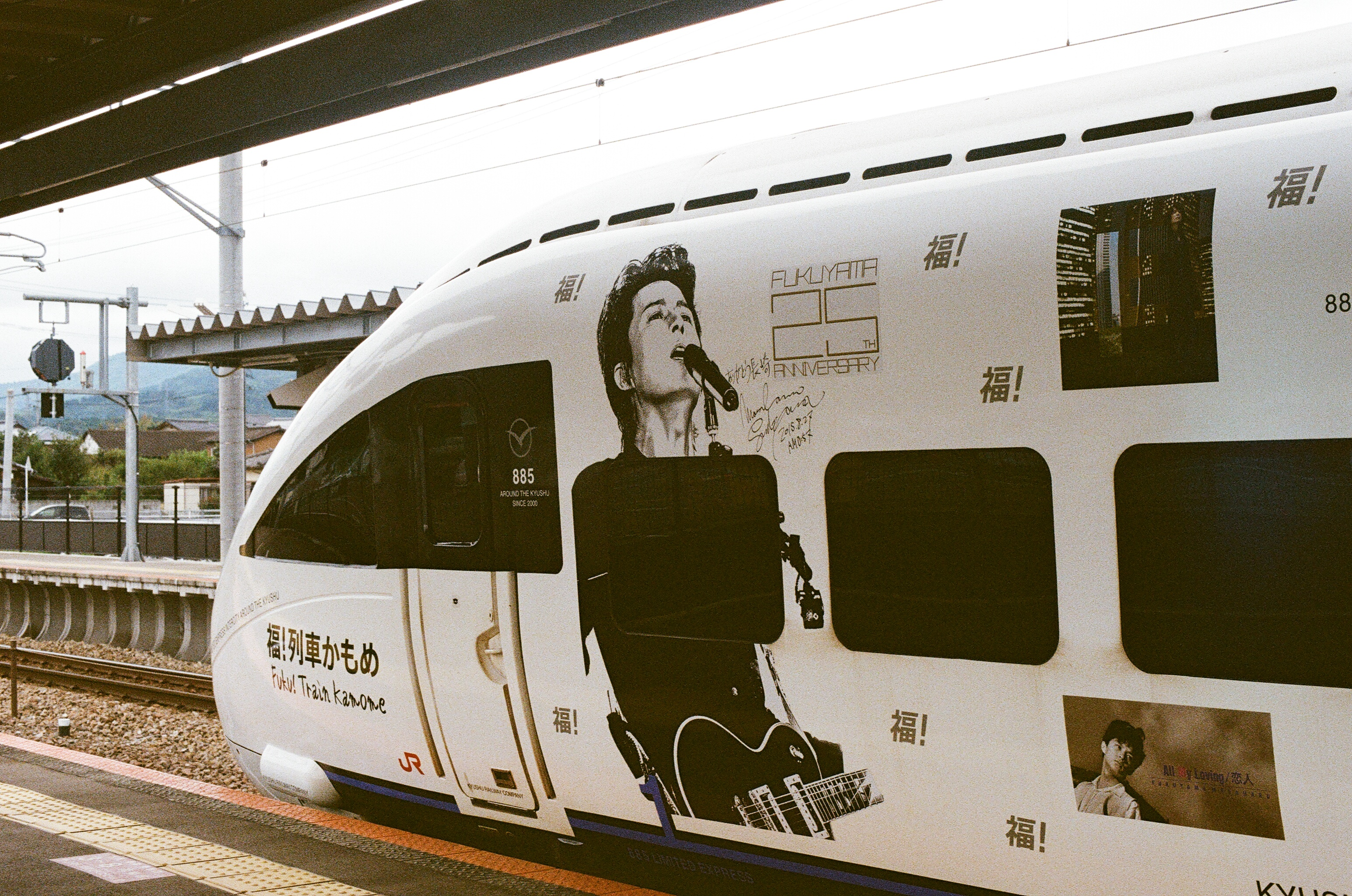
福山雅治のラッピング（新鳥栖駅にて）

  - 8月23日：福山雅治のデビュー25周年を記念してSM7編成がラッピングされた[26]。
- 2018年（平成30年）
  - 3月1日：サガン鳥栖ラッピングトレインとしてSM9編成がラッピングされた。
- 2019年（平成31年/令和元年）
  - 3月1日：サガン鳥栖ラッピングトレインとしてSM8編成がラッピングされた。サガン鳥栖のラッピングが行われたのはこれで2回目である。
  - 7月11日：現川駅 - 浦上駅間のトンネル上部で掘削作業をしていた機材が天井を突き抜けて「かもめ」16号に運用中のSM10編成に当たり、先頭と左側面が損傷した。
- 2020年（令和2年）
  - 3月14日：ダイヤ改正。「かもめ」における885系の定期運用が16往復から13往復に減少。
  - 9月29日：『劇場版 鬼滅の刃 無限列車編』の公開を記念してSM10編成がラッピングされた。1号車から順に各号車には竈門炭治郎、竈門禰豆子、我妻善逸、嘴平伊之助、煉獄杏寿郎、PRポスターの載ったラッピングが施された。
- 2021年（令和3年）
  - 3月13日：ダイヤ改正。「かもめ」は1往復臨時化、1往復廃止で定期11往復に減少。また肥前鹿島駅始発の102号は787系に変更。「ソニック」での運用は11往復から13往復に増加。
- 2022年（令和4年)
  - 3月：利用減少のため、車内設置の自動販売機サービスが終了[27]。
  - 9月23日：ダイヤ改正[28]
    1. 「かもめ」は新幹線列車への移行に伴い在来線特急としては廃止。
    2. ダイヤ改正で新設された「リレーかもめ」4往復、「かささぎ」2往復（土曜・休日は上り1本追加）に投入、また「みどり」での運用が復活（5往復。下り1本・上り2本は「みどり（リレーかもめ）」として運転）。
    3. 以上の運用変更に伴い佐世保線での運用が復活（定期列車としては初の運用）、逆に長崎本線肥前鹿島駅 - 長崎駅間からは撤退。

  - 12月3日：臨時列車「かいおう4号・5号」としてSM1編成が博多駅 - 直方駅間で運転[29][30]。営業運転で「かいおう」への充当並びに、営業運転で福北ゆたか線（篠栗線・筑豊本線）での乗り入れはこれが初。
- 2024年（令和6年）
  - 2月16日：スプラトゥーン3のキャラクターがデザインされた『スプラトレイン』としてSM6編成がラッピングされた。運行開始となる同日、博多駅 - 大分駅間において臨時特急列車「スプラ号」1往復を運行（停車駅は博多・折尾・黒崎・小倉・行橋・中津・別府・大分）[31]。
  - 3月16日：ダイヤ改正により以下のように変更。
    1. 「きらめき」での運用が15年ぶりに再開。ただし小倉駅発着1往復での運用のため、この時点では門司港駅乗り入れの再開はなかった。
    2. 「リレーかもめ」での運用が2往復に減少、「かささぎ」での運用が下り3本・上り2本に増加。また「みどり」運用は5往復のままだが、「みどり（リレーかもめ）」として運転する列車は1往復に減少。

  - 3月初旬より台車カバーが球体から順次平面のプレートに交換された。4月13日までに運用に就いている全ての車両の交換を確認、SM10は小倉工場入場中に交換を確認。これにより全ての編成のカバーが平面化した。
  - 12月7 日：「PIKMIN×JR九州 ～魅惑の惑星キュウシュウを探索せよ～」 の企画でSM5編成が『ピクミントレイン』としてラッピングされた。運行開始となる同日、 臨時特急「ピクミン号」を博多駅 - 大分駅間で1往復運転。博多駅にて出発式が行われた。
- 2025年（令和7年）
  - 3月1日・2日：両日限定で博多駅 - 熊本駅間で運行された臨時特急「ピクミン」2往復のうち、2・3号をSM5編成で運転。鹿児島本線鳥栖駅 - 熊本駅間での当系列の営業運転はこれが初となった[32]。
  - 3月15日：「きらめき」運用が下り1本・上り2本に、「かささぎ」運用が下り4本・上り3本に増加。これに伴い鹿児島本線門司港駅 - 小倉駅間での運用が復活。
  - 4月19日・20日：両日限定で大分駅 - 宮崎駅間で運行された臨時特急「ピクミン」をSM5編成で運転[33]。

## 現況
2022年（令和4年）9月3日現在、6両編成11本の計66両が南福岡車両区（本ミフ）に在籍する。編成番号はSM1 - 11で、「SM」の「S」は885系を、「M」は南福岡車両区所属を表す記号である。以下は2025年3月15日時点での状況について記す。

### 現在使用されている列車
- 「きらめき」（2000年3月11日 - 2005年2月28日・2008年7月19日 - 2009年3月13日・2024年3月16日 - ）：下り5号／上り4・14号
  - 2000年から2005年および2008年から2009年は、翌朝に運転される列車（門司港駅始発の「かもめ」や小倉駅始発の「ソニック」）への送り込みを兼ねての運用だったため上り列車のみの設定で、当系列充当の下り列車が定期ダイヤで設定されたのは2024年3月16日改正が初めてである。
- 「リレーかもめ」（2022年9月23日 - ）：下り45・53号／上り50・58号
  - 上記の他、臨時列車1往復（下り83号／上り84号）の設定あり。
- 「みどり」（2002年10月21日 - 2003年3月14日・2022年9月23日 - ）：下り23・43・59・63・67号／上り6・10・16・36・56号
  - 43・56号は「みどり（リレーかもめ）」として運転。
  - 2002年から2003年にかけての運用の際は佐世保線内は臨時列車扱いであった。
- 「かささぎ」（2022年9月23日 - ）：下り101・103・105・113号／上り106・108・110号
  - 101号は門司港駅始発。この列車への送り込みを兼ねて「きらめき14号」は当系列での運用となっている。
- 「ソニック」（2000年3月 - ）：下り5・11・15・17・19・27・33・37・39・41・49・55・59・201号／上り6・10・12・14・22・28・32・34・36・44・50・54・56・202号
  - 12・41号は佐伯駅発着、201・202号は中津駅発着。当系列での運用は全て博多駅に乗り入れるものとなっている。

この他、宮崎地区で大幅なダイヤの乱れが発生した場合、「にちりんシーガイア」の大分駅以北を「ソニック」用の車両で先発して運転することがある。なおこの時、大分駅に遅れて到着した「にちりんシーガイア」は大分駅で運転を打ち切り、翌日の運用の都合から多くは後続の「ソニック」の運用を代走することで車両を南福岡へ返却する。
なお2003年2月までは、以下のような運用形態が見られた。
- 2次車が登場するまでの「ソニック」2往復は「かもめ」運用とは分離されており、充当編成の変更は南福岡車両区入庫時に併せて行われていた。
- 2001年以降、1次車が「ソニック」運用に入る場合であっても、5両に減車されず6両編成のままだった。
- 2002年ごろ、佐賀発着の臨時「かもめ」が、5両編成時代の2次車で運転されていた。

### 過去に使用されていた列車

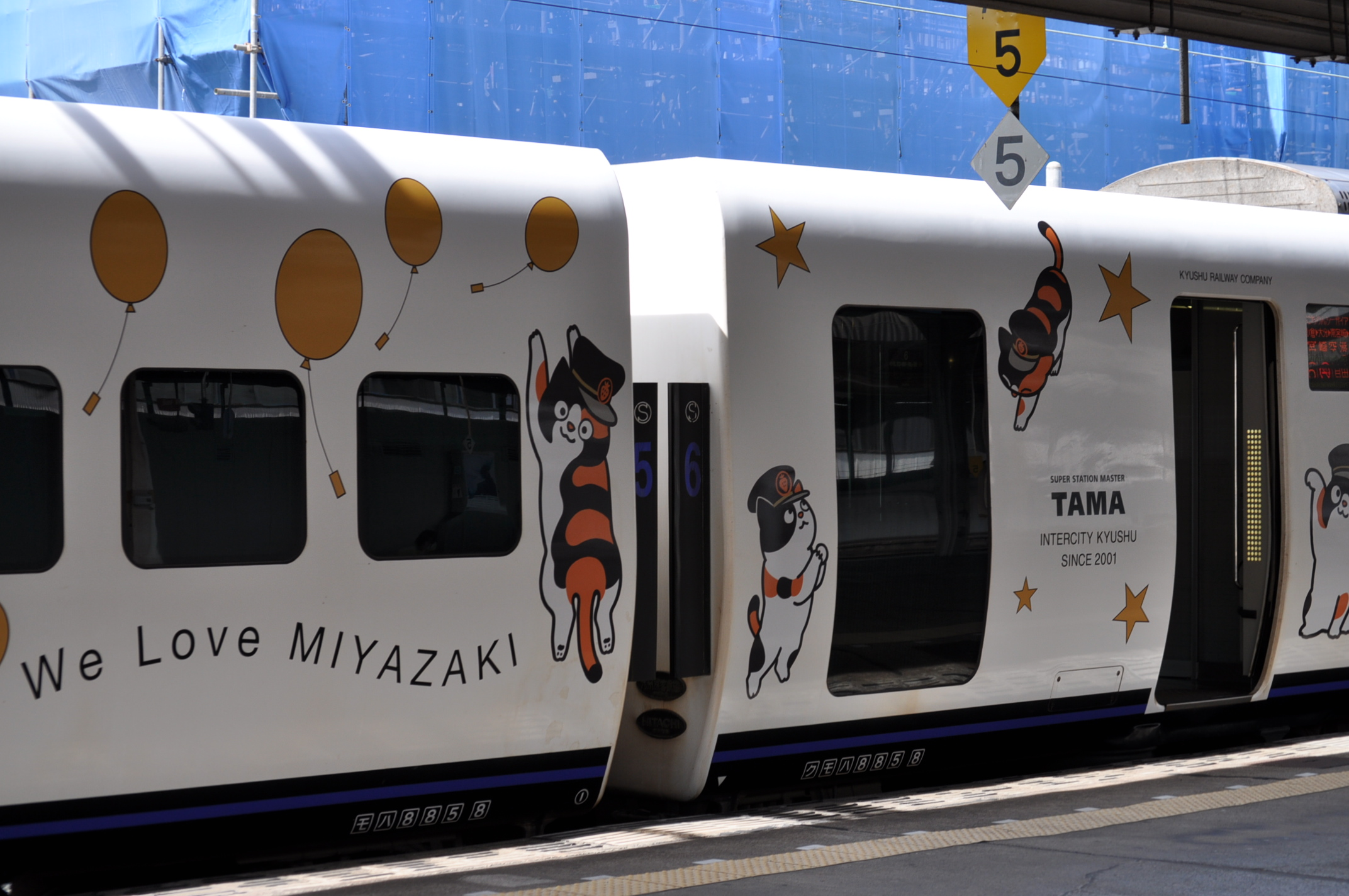
「がんばれ宮崎!」ラッピングのSM8編成で運行された「にちりんシーガイア」

- 「かもめ」（2000年3月11日 - 2022年9月22日）
  - 本系列の「かもめ」は長らく毎時1本（16往復）運転だったが、2020年3月改正以降は一部列車が787系に置き換えられ、末期は博多駅 - 長崎駅間11往復、土曜・休日のみ佐賀駅→博多駅間上り1本の運転であった。この本数は2022年9月23日時点に、本系列を充当する「リレーかもめ」「みどり」「かささぎ」の本数の合計と同等であった。また停車駅も二日市駅通過・肥前山口駅（現在の江北駅）停車が原則であったが、末期はその逆の二日市駅停車・肥前山口駅通過の列車も数本見られた。

この他、小倉駅 - 西小倉駅間の橋梁工事に伴う車両運用の変更や、口蹄疫問題で県内経済が大きなダメージを受けた宮崎県への応援キャンペーンの一環などで、臨時で「にちりん」「にちりんシーガイア」の運用に入ったことがある。

## 編成表
3M3T（電動車3両、付随車3両）の6両で構成される。下り長崎・佐伯寄りからクロハ884形 - モハ885形100番台/200番台 - サハ885形100番台/300番台 - サハ885形 - モハ885形 - クモハ885形となっている。
サハ885形100番台もしくは300番台（いずれも3号車）を編成中から外し、5両編成 (3M2T) で運転することも可能である。このため、同車および同車との連結面は密着連結器となっている。他は、先頭部を除き半永久連結器である。
| 編成  | 編成 | ← 早岐・肥前鹿島佐世保／門司港 →（リレーかもめ・みどり・かささぎ） | ← 早岐・肥前鹿島佐世保／門司港 →（リレーかもめ・みどり・かささぎ） | ← 早岐・肥前鹿島佐世保／門司港 →（リレーかもめ・みどり・かささぎ） | ← 早岐・肥前鹿島佐世保／門司港 →（リレーかもめ・みどり・かささぎ） | ← 早岐・肥前鹿島佐世保／門司港 →（リレーかもめ・みどり・かささぎ） | ← 早岐・肥前鹿島佐世保／門司港 →（リレーかもめ・みどり・かささぎ） |
| 編成  | 編成 | ← 佐伯／博多小倉・門司港 →（きらめき・ソニック）                   |                                                                    |                                                                    |                                                                    |                                                                    |                                                                    |
| 編成  | 編成 | クロハ884                                                          | モハ885                                                            | サハ885                                                            | サハ885                                                            | モハ885                                                            | クモハ885                                                          |
| 1次車 | SM1  | 1                                                                  | 101                                                                | 101                                                                | 1                                                                  | 1                                                                  | 1                                                                  |
| 1次車 | SM2  | 2                                                                  | 102                                                                | 102                                                                | 2                                                                  | 2                                                                  | 2                                                                  |
| 1次車 | SM3  | 3                                                                  | 103                                                                | 103                                                                | 403                                                                | 403                                                                | 403                                                                |
| 1次車 | SM4  | 4                                                                  | 104                                                                | 104                                                                | 4                                                                  | 4                                                                  | 4                                                                  |
| 1次車 | SM5  | 5                                                                  | 105                                                                | 105                                                                | 5                                                                  | 5                                                                  | 5                                                                  |
| 1次車 | SM6  | 6                                                                  | 106                                                                | 106                                                                | 6                                                                  | 6                                                                  | 6                                                                  |
| 1次車 | SM7  | 7                                                                  | 107                                                                | 107                                                                | 7                                                                  | 7                                                                  | 7                                                                  |
| 2次車 | SM8  | 8                                                                  | 201                                                                | 301                                                                | 8                                                                  | 8                                                                  | 8                                                                  |
| 2次車 | SM9  | 9                                                                  | 202                                                                | 302                                                                | 9                                                                  | 9                                                                  | 9                                                                  |
| 2次車 | SM10 | 10                                                                 | 203                                                                | 303                                                                | 10                                                                 | 10                                                                 | 10                                                                 |
| 2次車 | SM11 | 11                                                                 | 204                                                                | 304                                                                | 11                                                                 | 11                                                                 | 11                                                                 |

## 台湾への輸出
台湾高速鉄道（台湾新幹線）の建設予定がない東部幹線の速達化をはかるため、2004年に中華民国台湾鉄路管理局（台鉄）は丸紅を通して日立製作所に885系の同等車（TEMU1000型）8両編成6本（48両）を発注した。2006年に3本が納車され、2007年に残り3本が納車された。さらに48両発注する計画があったが、コスト合意できないなど理由で2009年に計画中止になった。これにより、台北駅 - 花蓮駅間は従来より30分程度短縮され、2時間以内とされた。運賃設定は「自強号」と同一である。
発注の目的は速達化のみならず、プッシュプル型「自強号」（E1000型）において韓国（現代精工業、現在のロテム）製客車が故障などの不具合が多く遅延や運休を生じているため、その入れ替えの目的もある。
2006年1月17日、台鉄の公募により、列車の愛称は花蓮近郊の太魯閣国家公園にちなんだ「太魯閣号（タロコ号）」に決定した。
2014年12月28日、政府交通部は当形式2編成16両を追加発注することを決定し、2016年より投入された。